# Patum de Berga
La Patum de Berga és una festa tradicional i popular que se celebra a la ciutat de Berga, capital de la comarca del Berguedà, durant la festivitat de Corpus. Consisteix en diferents representacions al carrer i amb la participació ciutadana, de les quals és característica la presència de foc, pirotècnia i elements d'origen religiós.
L'any 1983 va ser declarada per la Generalitat de Catalunya Festa patrimonial d'interès nacional i el 25 de novembre de 2005 fou declarada «Obra Mestra del Patrimoni Oral i Immaterial de la Humanitat» per la UNESCO i, per aquest motiu, elegida permanent en Patrimoni cultural immaterial d'Espanya.
Actualment la Patum de Berga és dirigida pel Patronat de la Patum, òrgan format pels caps de colla de totes les comparses, el regidor de la Patum i de cultura, l'alcalde de Berga, un historiador i un gerent.

## El mot Patum
El Diccionari de la llengua catalana de l'IEC defineix patum com una figura que representa un animal fabulós que es fa desfilar a les processons i festes populars. Formen part dels entremesos típics catalans propis del Corpus.
Per extensió i de manera figurada, també s'aplica a aquella persona que té una gran consideració o popularitat, sovint més pel seu càrrec o per la fama aconseguida que no pas pels seus mèrits reals i presents.
No obstant quan parlem de La Patum no es fa referència a aquestes definicions: el mot Patum és una onomatopeia del característic so del tabal, omnipresent a la festa. El toc d'aquest primitiu instrument té dos
temps, el primer dèbil (pa) i el segon fort (tum).

## Història
La comparseria de la Patum, àdhuc havent sofert una important superposició de significats al llarg de la seva història, encara conserva reminiscències en el seu interior de pràctiques precristianes, en els rituals de vegetació i de regeneració genèsica que sustenten el cicle de Maig, pràctiques que l'Església Catòlica va assimilar, readaptar i integrar part d'aquest cerimonial primigeni, convertint-lo en un vehicle de cristianització.
Els orígens de La patum s'han de cercar en la celebració de Corpus Christi, festa nascuda durant el segle xiii i universalitzada el 1316 pel papa Joan XXII. A la ciutat de Berga la referència documental més antiga conservada de la festivitat del Corpus i la seva Processó correspon al 20 de maig de 1454.
Des dels seus inicis la processó de Corpus, arreu, començà a integrar tot un seguit d'escenificacions, que amb el pas del temps s'anomenaran entremesos, que tenien com a objectius principals l'educació i la moralització d'aquells qui observaven el seguici. Moltes vegades, aquestes escenificacions eren simples cristianitzacions d'elements pagans preexistents, els quals, foren readaptats i acabaren representant diferents passatges de les Sagrades Escriptures, adquirint el seu caràcter processional definitiu.
Aquests entremesos, amb el pas dels anys, van obtenir entitat pròpia i van guanyar adeptes entre el poble, més pel seu vessant lúdic que pel seu caràcter alliçonador, quedant-ne tan sols les parts més festives. Aquestes mostres festives protagonitzades pels mateixos entremesos que prenien part en la Processó derivaren posteriorment en la Bulla o Bullícia del Santíssim Sagrament, preludi de l'actual Patum. Així arran de la processó de Corpus s'esdevingueren dos actes clarament diferenciats: la Processó pròpiament dita, venerant el Santíssim Sagrament i l'Església catòlica, i la Bulla, amb un caràcter purament civil i laic i destinada a honorar i homenatjar les autoritats civils.
Cal mencionar que altres poblacions catalanes foren capaces de crear una Bullícia del Santíssim Sagrament emanada de la Processó del Corpus, és a dir, crearen la seva pròpia “Patum”, tot i que aquestes no han estat capaces de mantenir-la viva al llarg dels segles com ha passat a Berga, fet que fa de la Patum una celebració única.
La Bulla de Berga és documentada, com a tal, des de l'any 1525. La majoria d'actes consisteix en uns drames mímics que representen les lluites dels cristians contra els musulmans, de sant Miquel Arcàngel que, ajudat per àngels, lluita contra Llucifer i els seus diables, les burles contra Abul-Afer o Bullafer, cabdill àrab que va envair aquest país. En canvi, l'acte de l'àguila expressa la satisfacció de Berga per haver posat fi al domini feudal i passar a dependre directament i exclusivament del rei.
Ben aviat, els aires de festa que la Bulla comportava foren titllats “d'abusos” per part de l'autoritat eclesiàstica, la qual es va preocupar d'erradicar aquestes mostres festives intentant retornar el seguici processional a la dignitat que aquest requeria, tot provocant prohibicions. A Berga cal destacar dues d'aquestes prohibicions. D'una banda, la disposada a les Sinodals de 1689 per part del bisbe de Solsona, Miguel de Santos, i de l'altra, la lletra del vicari general de Solsona al rector de Berga, carta que segons alguns autors fou el detonant de la prohibició definitiva de l'actuació dels entremesos a l'interior de l'església.
Des de mitjan segle xvi, aquests entremesos deixaren de dependre de determinats gremis o confraries i passaren a ser gestionats per l'Ajuntament. Durant els segles xvii i XVIII, a les comparses originals s'afegiren els Gegants, documentats per primera vegada el 1695 (per bé que incorporats entre 1662 i 1694), i l'Àliga, construïda l'any 1756. Entre finals del segle xviii i primers del XIX començà a donar-se, de manera gradual, la substitució de l'antic nom de Bulla per l'actual de Patum.
Els segles xix i xx van acabar de conformar la major part de canvis importants en la Patum, tot respectant l'essència de la tradició; a mig segle xix la festa havia viscut la introducció de la primera comparsa de Nans, els Nans Vells (documentats per primera vegada el 1855), i el canvi dels antics Gegants pels actuals Gegants Vells l'any 1866; tot i que és a finals del segle xix quan la Patum rep una veritable revolució en la forma i el desenvolupament de la representació: Durant aquests anys, s'introduïren les músiques dels Plens i dels Turcs i Cavallets (1888-1890), es compraren els Nans Nous i els nous Cavallets (1890), s'introduí la Guita Xica en la celebració (1890), es compraren vestits nous per als Turcs i Cavallets i la Guita Grossa (1890), es va reformar el vestit de la Geganta Vella (1890), es compraren els Gegants Nous (1891) i es reintroduïren els Nans Vells (1892). També fou per aquests anys quan es va compondre la música dels Nans Nous.
El maig de 2010 es va instal·lar a Berga el Monument de La Patum, una estructura de ferro corten de 6,40 m d'alçada que reprodueix el logotip de La Patum. Tant l'estructura com el logotip van ser dissenyats per Salvador Vinyes i Reig, qui juntament amb l'Ajuntament de Berga n'impulsaren la construcció. L'obra fou possible gràcies a la participació de 4086 persones qui, a canvi d'una petita aportació, el seu nom es gravà sobre el Monument.

### Comparses perdudes
Les comparses de la Patum no han estat sempre les mateixes, tot i que en els últims gairebé 150 anys, dels quals se'n conserva més documentació, s'hi observa una gran continuïtat. Diverses comparses o entremesos han estat eliminats i reintroduïts posteriorment al llarg de la seva història, com és el cas dels nans o el porrer. Es té constància que havia existit un ball de bastons i un ball de faixes que actualment s'han perdut i s'han oblidat completament. També és sabut que la Guita era coneguda com a mulassa, mulaguita i mulafera i que inicialment n'hi havia només una. Pel que fa al ball de bastons perdut, n'hi ha testimoni a la revista El Bergadán del 27 de maig de 1877 i en una acta municipal de l'Ajuntament d'abril de 1900.

## Durada i periodicitat
La Patum de Berga se celebra un cop l'any, la data de celebració és variable pel fet de coincidir amb la festivitat cristiana del Corpus Christi, això fa que la Patum se celebri entre finals del mes de maig i finals del mes de juny.
Els actes centrals de la festa tenen lloc durant la setmana del Corpus, de dimecres a diumenge. Hi ha, però, uns actes preliminars, d'anunci de les festes, que es fan les setmanes anteriors a la festivitat del Corpus i que s'han mantingut. El primer d'aquests actes preliminars té lloc
tres diumenges abans de Corpus: el Diumenge de l'Ascensió; el segon, el diumenge immediatament anterior: el Diumenge de la Santíssima Trinitat.
La festa, pròpiament dita, té cinc dies de durada i comença sempre en dimecres (dia anterior al dijous de corpus) i acaba el diumenge.
Els principals actes de cada dia són:
- Dimecres: Passades al migdia i al vespre en honor de les autoritats
- Dijous: Patum de lluïment al migdia i Patum completa al vespre
- Divendres: Passada infantil a les 10:00, Patum infantil de lluïment al migdia i Patum infantil completa al vespre
- Dissabte: Entrega dels títols de Patumaire i Patumaire d'Honor i Passada al Vespre en honor dels administradors i les places de Berga.
- Diumenge: Patum de lluïment al migdia i Patum completa al vespre

## Actes

### Actes previs

#### Patum de la Pietat

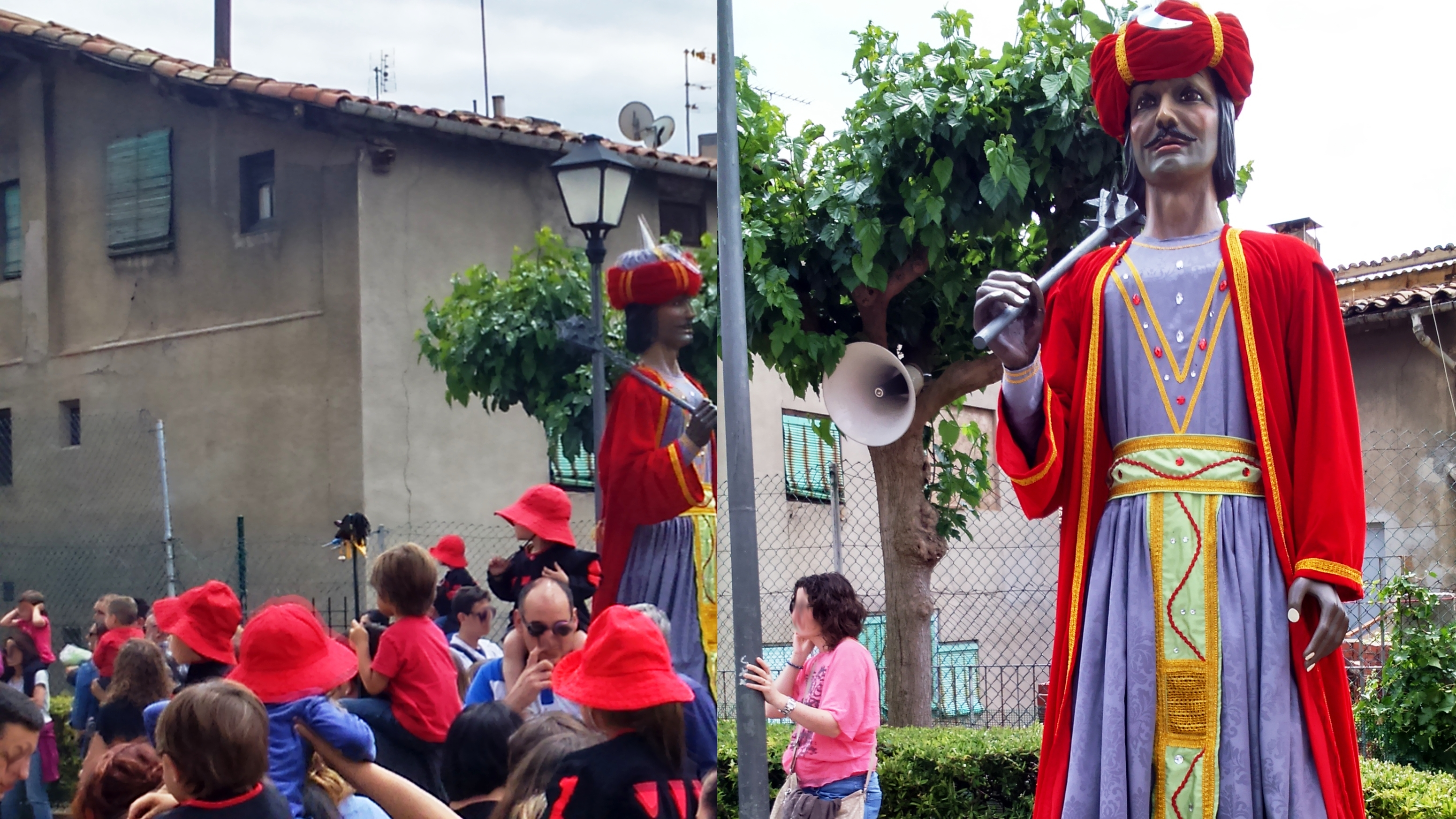
Els Gegants a la Patum de la Pietat

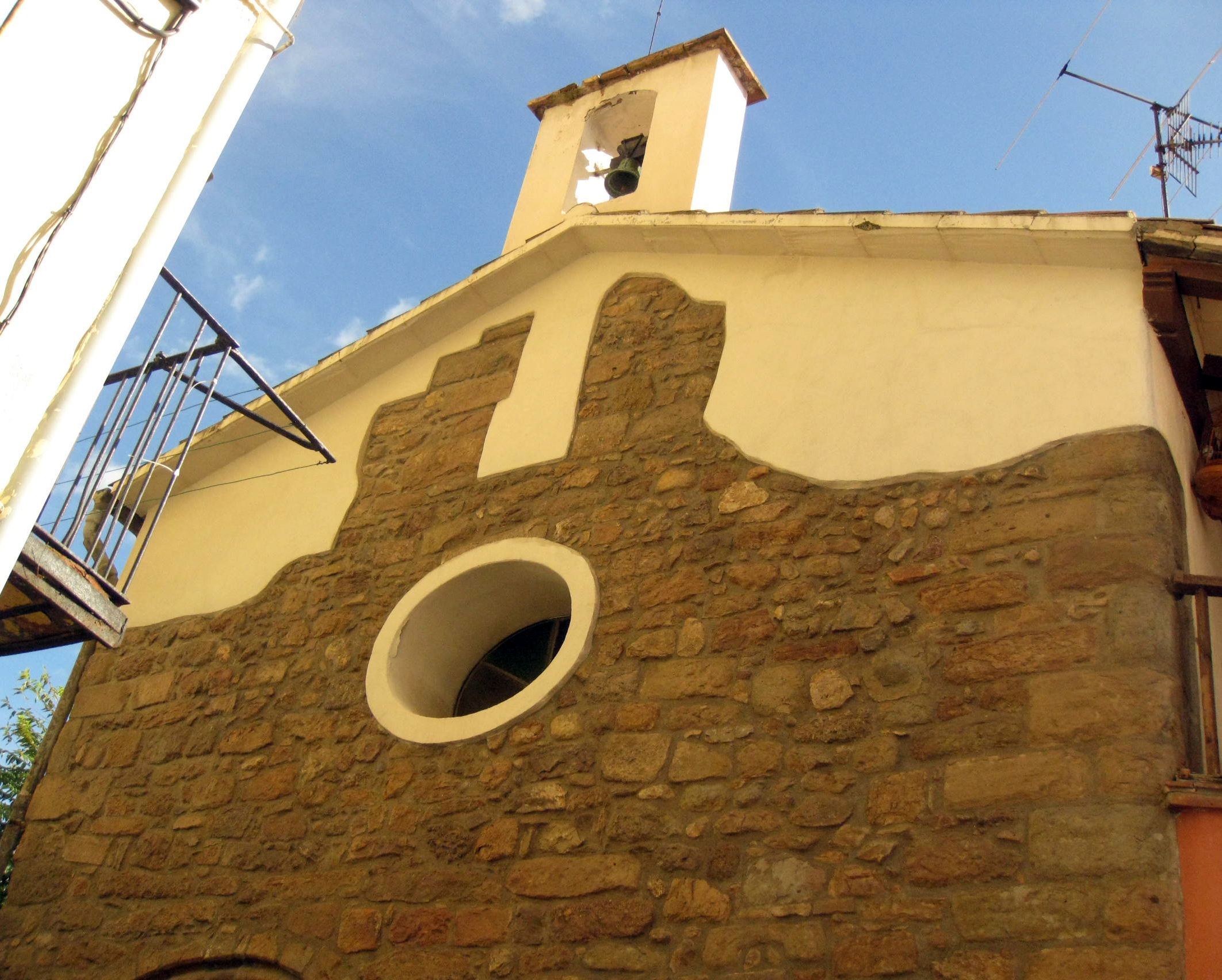
La Capella de la Pietat, l'origen de la festa

La Patum de la Pietat o Patum del carrer de la Pietat és una patum protagonitzada per nens que organitza l'Associació de Veïns del carrer de la Pietat de Berga. Té lloc el cap de setmana de Pentecosta, és a dir dues setmanes abans de la Patum principal de Berga, i se celebra a la plaça de la Pietat, al capdamunt del Barri Vell de Berga. A principis del, se celebraven una sèrie de patums de barri a la Ciutat de Berga. D'aquestes, tan sols ha sobreviscut la Patum del barri de la Pietat.
Des d'antic la Capella de la Pietat de Berga (datada al, però amb elements anteriors), era el centre d'una celebració de la Pentecosta. Aquesta celebració, centrada en una processó amb imatges de culte, va perdre força fins que, l'any 1962, els veïns del carrer van decidir d'incorporar-hi una Patum dirigida als petits. El 1964 es va celebrar la processó per darrer cop, però la Patum de la Pietat ha esdevingut un element més del cicle de la Patum a Berga.
La Patum de la Pietat reprodueix les comparses de la Patum de Berga, però a mida reduïda i dutes per nens. Hi apareixen les comparses dels Turcs i Cavallets, les Maces i els Àngels, les Guites, l'Àliga, els Nans Vells, els Gegants, els Nans Nous i els Plens. Un nen juga també el paper del Tabaler i marca el ritme de la festa. Només els nans nous tenen una fisonomia pròpia que no intenta reproduir la comparsa de la Patum de Berga. El divendres de Pentecosta, es realitza una passada, o cercavila, pels carrers del barri de la Pietat. El dissabte al vespre se celebra una Patum completa. El Diumenge al migdia se celebra una Patum de Lluïment, i al vespre una Patum completa. El dilluns se celebra una missa i un vermut popular amb una engegada de coets.

#### El Cap d'Any Patumaire
El Cap d'Any Patumaire se celebra el dimecres abans de la sortida del Tabal a les dotze de la nit. Se celebra aquest dia perquè antigament el Tabal sortia el Dijous de l'Ascensió, i segons els patumaires comença un nou any de Patum.
A les dotze de la nit, quan sonen les campanes, un grup de músics dirigits per Pòlit Miró toquen el Cap d'Any de Patum, un ball de gegants compost expressament pel mateix director. A part d'aquest ball, es toquen «tandes» de Tirabols. Es reparteixen gotets de barreja i dotze fuets petits de xocolata, que es mengen quan toquen les campanes.
El fotògraf berguedà Jordi Plana i l'Agrupació fotogràfica de tallers d'arts i oficis de Berga (AFTDAO) foren els impulsors d'aquest acte amb motiu del qual cada any s'edita també un calendari del Cicle de PATUM. Aquest calendari és il·lustrat i produït pels mateixos components de l'AFTDAO. En el mateix calendari s'hi inclou, amb la col·laboració de l'historiador berguedà Albert Rumbo, una efemèride mensual relacionada amb la Patum.
Per tal de fer més complet aquest acte, el de la celebració del Cap d'Any de Patum" s'encarregà al músic Pòlit Miró la composició d'una peça musical única i adient a la festa. Els cicles de Patum foren concebuts en 12 anys, i la composició musical havia d'acabar al llarg d'aquests dotze anys en una gran simfonia per a cor i orquestra. Diferents problemes de gestió i econòmics no han fet possible que la idea primitiva arribes al final, quedant tan sols un ball de gegants que duu per títol "Cap d'Any de Patum"

#### La sortida del Tabal
La sortida del Tabal té lloc el Diumenge de l'Ascensió: se celebra un ple extraordinari de l'Ajuntament de Berga per decidir de forma oficial si es fa la Patum o no. Després de la decisió, indefectiblement, favorable, els músics interpreten el ball de l'Àliga i el Tabal surt pels carrers i places de Berga anunciant la resolució del Consistori.

#### Els Quatre Fuets
Els quatre fuets són dos salts de maces que es realitzen el diumenge de la Santíssima Trinitat, anterior a la setmana de corpus. Aquest acte, d'origen inexacte, era antigament una prova dels fuets que s'utilitzarien a la Patum, de manera que hom podia valorar si "petaven bé", ja que antigament els fuets eren elaborats a mà per artesans i, lògicament, podien tenir variacions respecte d'altres fuets d'altres anys o d'altres elaboradors. Avui en dia, els fuets són fabricats de forma mecànica i el resultat sol ser òptim. No obstant això, s'ha conservat aquest acte, ja que representa una trobada prèvia per als patumaires.

### Passades
S'anomenen passades o passacarrers als diferents trajectes que fan pels carrers del nucli antic de la ciutat alguns elements de les comparses de la Patum, tot aturant-se en llocs fixats per tal de dur a terme alguna representació del salt, ball o dansa. Aquestes passades es realitzen en l'actualitat el dimecres de Corpus, en dues ocasions: a les dotze del migdia i a les vuit del vespre, i el dissabte a dos quarts de vuit del vespre.
A la primera passada, Tabaler i Tabal junt amb els quatre Gegants recorren els mateixos carrers per donar el tret de sortida a les festes i convidar la població a participar-hi.
En la Passada de Dimecres tarda hi participen el Tabal, les Maces, les Guites i els Gegants Vells. El recorregut d'aquesta passada varia, ja que es tracta d'una ballada en honor de les autoritats locals, davant els seus domicilis.
En la Passada de Dissabte hi participen les mateixes comparses, però el recorregut Varia, ja que aquesta es tracta d'una ballada en honor dels Administradors de la patum d'aquell any. Els Administradors són quatre parelles escollides entre les quals s'han casat d'ençà de la darrera Patum.
Ambdues passades acaben ben entrada la matinada amb Tirabols a la plaça de Sant Joan, la interpretació de la popular melodia Ella s'ho pensa al carrer Major (que s'interpreta únicament en aquest carrer i sempre de manera ininterrompuda) i, a continuació, més Tirabols a la plaça de Sant Pere.

### Patum de Lluïment
Té lloc el dijous i el diumenge de Corpus a les dotze del migdia. Abans a les deu del matí té lloc una engegada de coets per tal de despertar i avisar la població de l'anada dels músics a buscar els Administradors a casa seva i de la Missa Major a les onze.
En aquesta hi participen totes les comparses amb l'excepció dels Plens. Així doncs actuen successivament i seguint el mateix ordre: els Turcs i Cavallets, les Maces, les Guites, l'Àliga, els Nans Vells, els Gegants i els Nans Nous, i per acabar hi ha Tirabols. Actuant totes elles un sol cop.

### Patum Completa
Té lloc el dijous i el diumenge de Corpus a dos quarts de deu del vespre. Hi participen els mateixos entremesos que al matí, però en comptes de fer-hi només una actuació en fan quatre. Després de la segona i la quarta actuació tenen lloc els Plens. Al final, torna a haver-hi Tirabols.

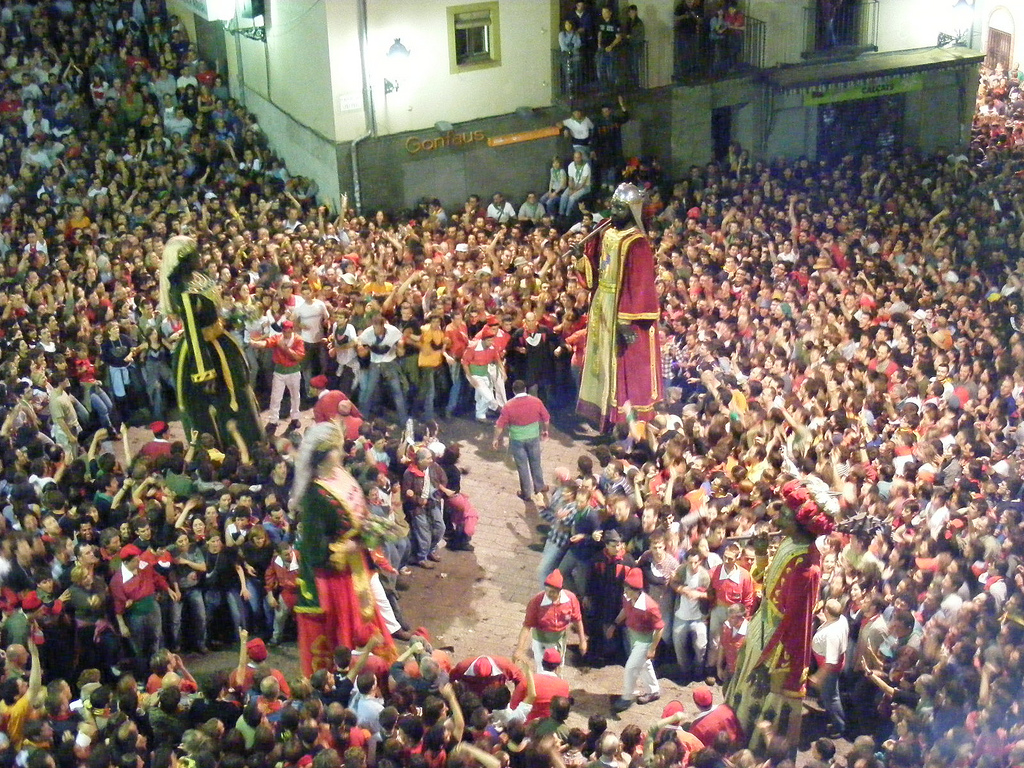
Ball de Gegants

Participants patum complerta
| Comparsa | Integrants |
| --- | ---------- |
| Tabal | 1          |
| Turcs i Cavallets | 8          |
| Maces | 8          |
| Àngels | 2          |
| Guita Grossa | 6          |
| Guita Xica | 6          |
| Àliga | 3          |
| Nans Vells | 4          |
| Gegants | 16         |
| Nans Nous | 4          |
| Vestidors de Plens | 22         |
| Plens | 100        |
| Acompanyants de Plens | 100        |
| Total | 280        |
| Nota: els plens es renoven després de cada salt, fet que implica la participació de 200 persones més (100 Plens i 100 Acompanyants) |            |

### La Patum infantil
Té lloc el divendres de Corpus i els actes són els mateixos que es fan a la Patum, amb la salvetat de la mida d'aquestes: tots els elements dels entremesos són de menor mida per tal que els infants puguin dur-los. Al matí, una passada amb les comparses que també van a trobar els administradors. A les dotze, hi ha la Patum de lluïment i a les cinc de la tarda la Patum completa.
El naixement d'aquesta fou casual i sense pretensions. L'any 1956 Joan Rafart i Montraveta, veí de la barriada de Cal Corneta, construí un gegant casolà, a petició de les seves filles, per tal que aquestes poguessin jugar a la Patum; la idea agradà i s'estengué fins que el 1964 va ser oficialitzada i el 1968, amb l'estrena dels Nans Vells, la comparseria es va completar. És el veritable planter de patumaires. Per a la UNESCO, aquest va ser un dels valors principals a tenir en compte per atorgar a la Patum el reconeixement d'Obra Mestra del Patrimoni Oral i Immaterial de la Humanitat.

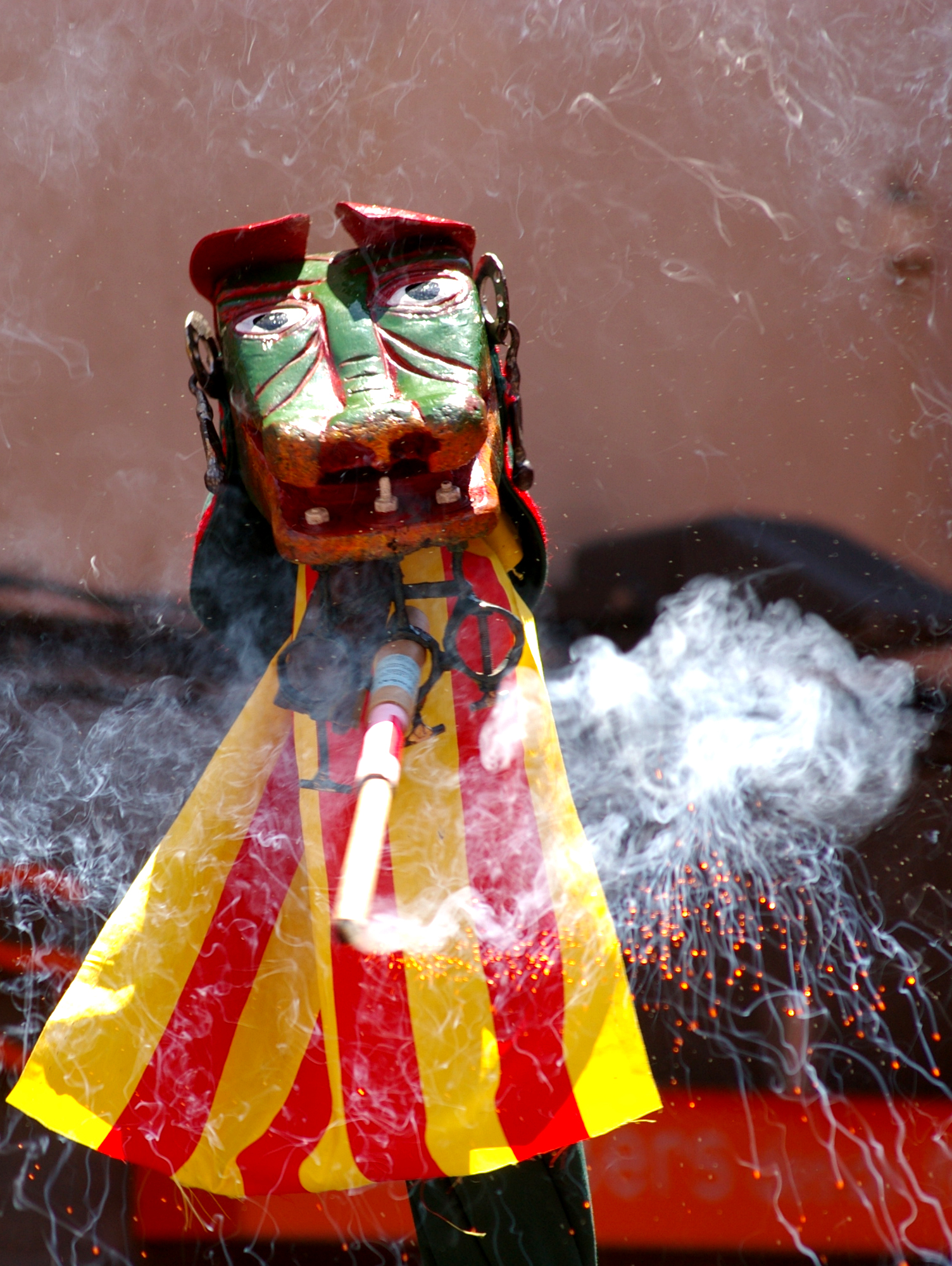
Guita de la Patum Infantil

| Comparsa          | Integrants                           |
| ----------------- | ------------------------------------ |
| Tabal             | 2 nens i nenes                       |
| Turcs i Cavallets | 10 nens i nenes                      |
| Maces             | 10 nens i nenes                      |
| Àngels            | 4 nenes i nenes                      |
| Guita Grossa      | 11 nens i nenes                      |
| Guita Xica        | 11 nens i nenes                      |
| Àliga             | 3 nens i nenes                       |
| Nans Vells        | 5 nens i nenes                       |
| Gegants           | 16 nens i nenes                      |
| Nans Nous         | 5 nens i nenes                       |
| Plens             | 120 nens i nenes                     |
| Assistents        | variable (mínim 12, un per comparsa) |
| Total             | 209 (variable)                       |

## Comparses o entremesos de la Patum

### El Tabal
| «                                                      | no hi ha Patum sense el repicar pregon del vell i revingut Tabal | » |
| — Josep Armengou i Feliu, La Patum de Berga, pàg. 116. |                                                                  |   |

El Tabal és un tambor de grans dimensions i 18 quilos de pes, format per una carcassa circular de fusta que està tapada pels seus dos extrems amb pell de cabra, essent tocat pel Tabaler. És un dels elements originaris de la Patum, documentat des del 1626. El Tabal és l'únic element de la Patum que participa en tots i cadascun dels actes de la festa. El Tabal presideix des d'un lloc d'honor les representacions de la Patum a la plaça de Sant Pere el dia de Corpus i el diumenge següent.

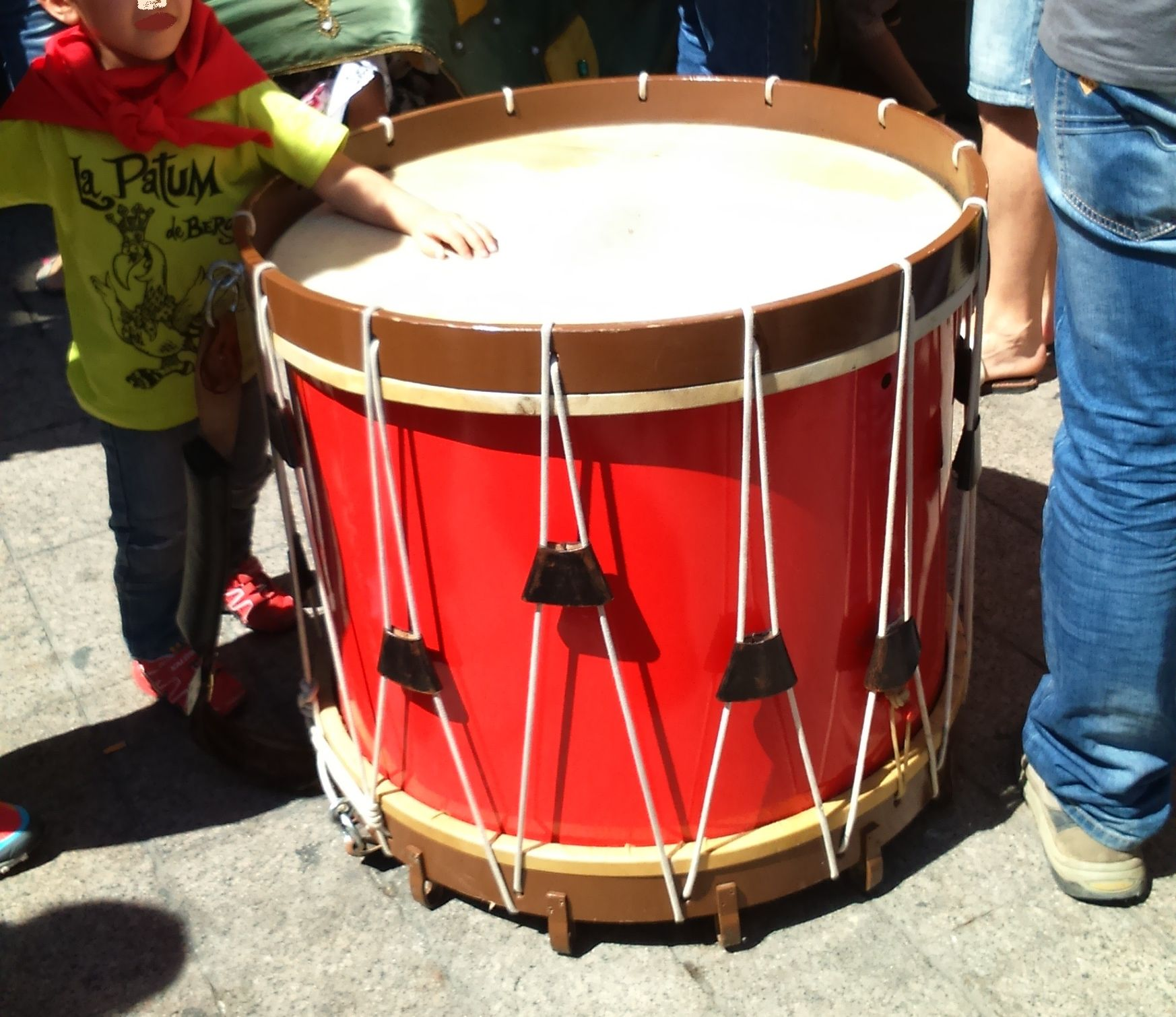
Tabal de la patum

Com ja hem comentat el Tabal és considerat un dels elements originaris de la patum, documentat des del 1626. Es té notícia que el tabal fou renovat l'any 1726 per ordre de l'Ajuntament, i es considera que el tabal actual és segurament aquest. Malgrat aquesta reconstrucció de 1726, però, la seva forma i estil són molt més remots. El més interessant d'aquest element és el manteniment de la forma de tensors originals, mitjançant cordes, que permeten regular-ne el so i que donen a l'instrument un caràcter poc evolucionat. Les pells s'han de canviar amb relativa freqüència, però tot i l'alt cost que tenen es manté la tradició d'utilitzar pells de cabra, rebutjant qualsevol material sintètic.
Sobre la seva funció, als seus inicis, hi ha cites que ens donen una idea: "La victòria definitiva dels nostres guerrers. (…) Tan extraordinari esdeveniment i que aquesta seria passejar per carrers i places l’heroica presa, precedida del tabal de guerra, el so bèl·lic i impressionant del qual l’avisés, al seu pas, de l’imponent espectacle."
Hi ha la superstició que el Tabal té poders místics, ja que hi ha escrits que tracten sobre l'esmentat. En una carta manuscrita del s. XVIII, de Joan Sastre de Berga al seu amic capellà Francesc Calonge destinat a Calella, " Y a fi de que ab la música del Tabal de Corpus quedassen curadas de la tarantela Patrícia." Per altra banda, hi ha uns versos de Francesc León que diuen: "Cents d’infants, vols d’alegres orenetes xisclen a l'entorn del Xamberg i el Tabal, i aquest amb son ressò fa tremolar les serres i allunya la boirada i posa el cel ben blau."

### Els Turcs i Cavallets

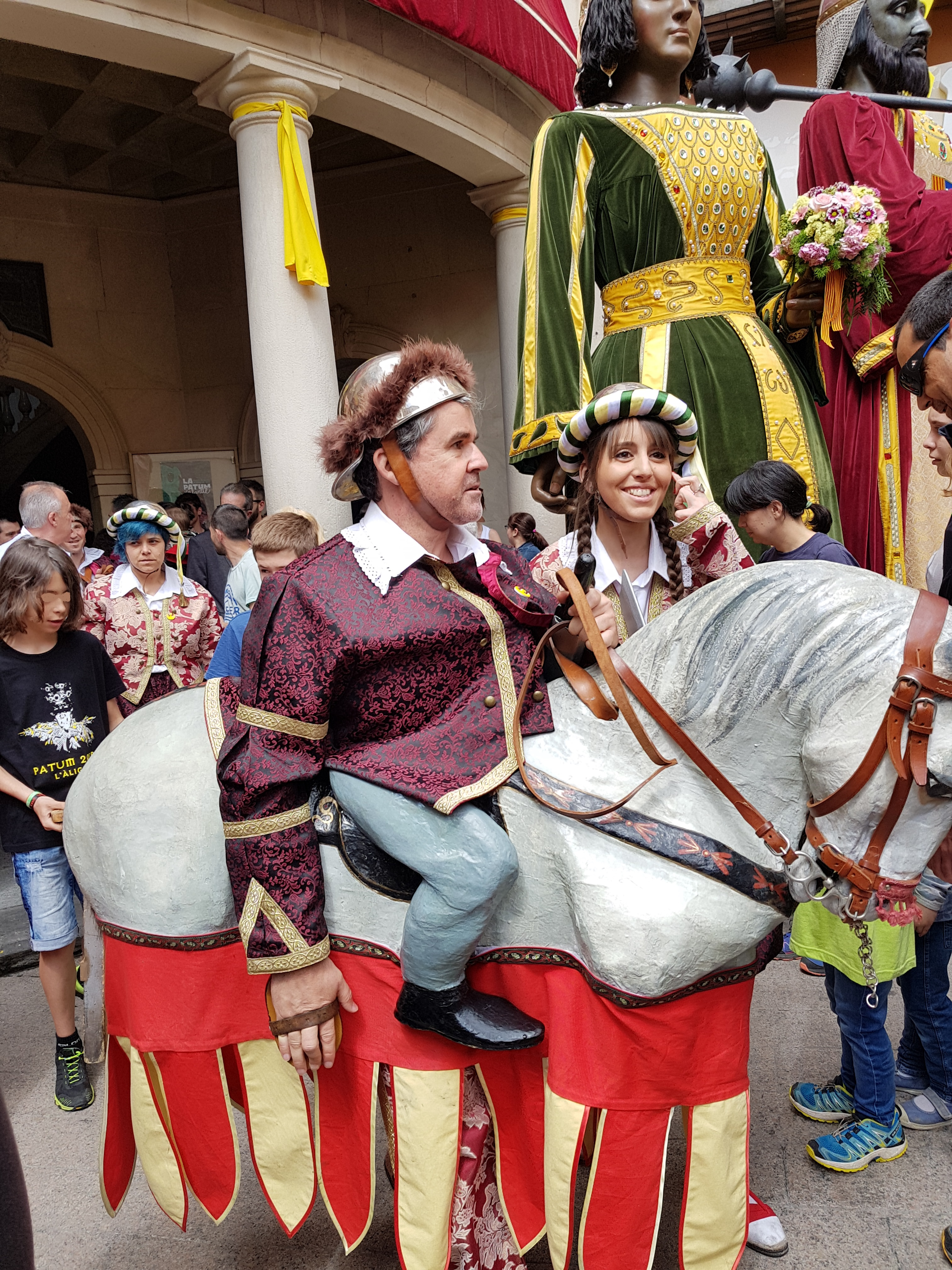
Fotografia dels Turcs i Cavallets de l'any 2018

Aquesta comparsa està formada per vuit persones, quatre a peu, abillats a semblança morisca, i quatre que simulen anar muntats damunt d'uns cavalls de cartó pedra, i que representen cavallers cristians. Després d'una desfilada conjunta que inicia la dansa, els dos bàndols agafen camins diferents, dibuixant dos semicercles oposats mentre escenifiquen una batalla que acaba, després de cinc envestides, amb la victòria dels Cavallets. La primera referència coneguda sobre els Turcs i Cavallets de La Patum data del 1828.
Els Cavallets actuals foren construïts l'any 1890 en cartó pedra, tècnica revolucionaria en aquell temps. Es tracta de quatre cavalls de cartró, reforçats per una estructura de fusta, que mantenen la forma, l'estil i la tècnica típics de l'època.
Fins al 1889 la forma dels Cavallets era molt més simple, ingènua i rudimentària del que és actualment. La gropa del cavall era simulada per un cèrcol cobert de roba que tapava les cames del suposat genet. Un diminut cap de fusta al davant i una nina al darrere, al·ludint al tribut llegendari de les cent donzelles, eren tots els complements dels gairebé antediluvians cavalls. Avui es conserva el cap d'un d'aquests antics Cavallets al Museu Municipal de la ciutat.

### Les Maces i Àngels

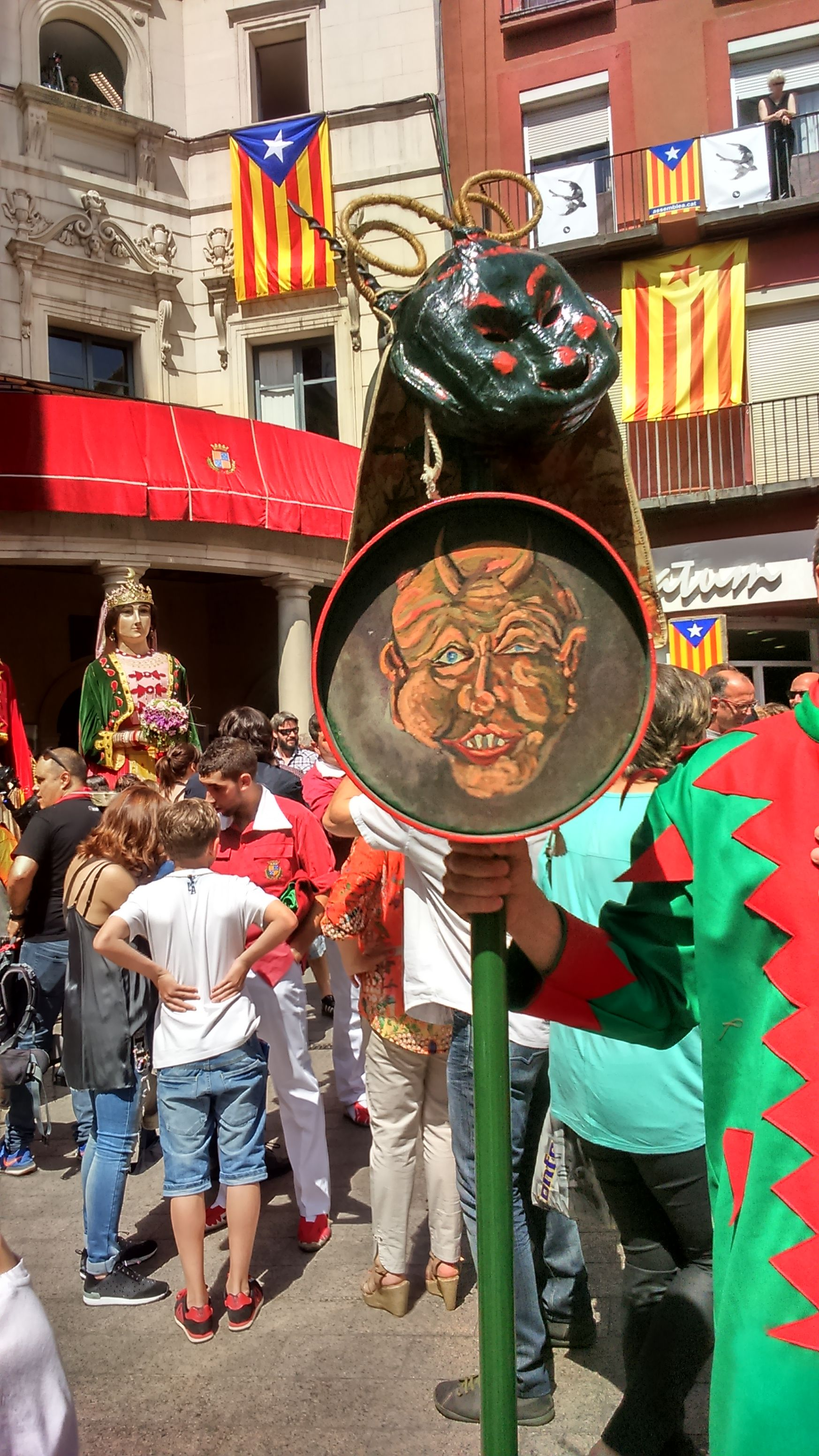
Maça i careta

Les Maces i els Àngels són dues comparses diferents que comparteixen salt. Aquest salt és un dels quadres representatius que s'esdevingueren del ball de diables a principis del segle xx.
El salt de Maces presenta dues modalitats tot depenent si presenciem la patum de lluïment o la patum completa: a la de Lluïment Les Maces fan el Ball de les Maces, amb acurada coreografia i acompanyades per la música composta pel músic i compositor berguedà Joan Trullàs i Vivó, qui va fer la música per a Les Maces i es va estrenar el 1963. En canvi, a La Patum completa, es fa el salt de Maces, acompanyades només pel so del Tabal. El nom de Maces es dona als diables pels estris que porten: les maces són un pal de més de dos metres d'alçada al capdamunt del qual hi ha una caixa rodona de fusta i pell i que són rematats amb un coet (o fuet). Els dimonis van abillats amb vestits verds i vermells i amb la cara tapada per una màscara.
A la patum de lluïment el salt és format per vuit diables i que s'entrecreuen a partir de dos grups oposats de quatre diables cadascun. Entremig, sant Miquel i un altre àngel van creuant-se amb els diables fins que, en petar els fuets d'aquests, els maten amb la llança i l'espasa. A la nit, La Patum completa, en canvi, només actuen quatre diables, amb la granota de lluïment però sense la màscara i també sense música, ja que evolucionen únicament al so del Tabal.
Les Maces són quatre estris compostos per un pal de fusta de més de dos metres d'alçada que està rematat per una caixa circular de fusta blegada amb els dos costats tapats amb pell. Tot i que foren reconstruïdes a principis del segle xx, les Maces també han conservat la forma, la tècnica i l'estil antics. En primer lloc, pel manteniment de la pell (de cabra), en comptes de productes sintètics, i on hi són pintades representacions diabòliques. En segon lloc, per la conservació al seu interior de pedres que, en fregar contra la pell i la fusta, produeixen un so inconfusible.

### Les Guites

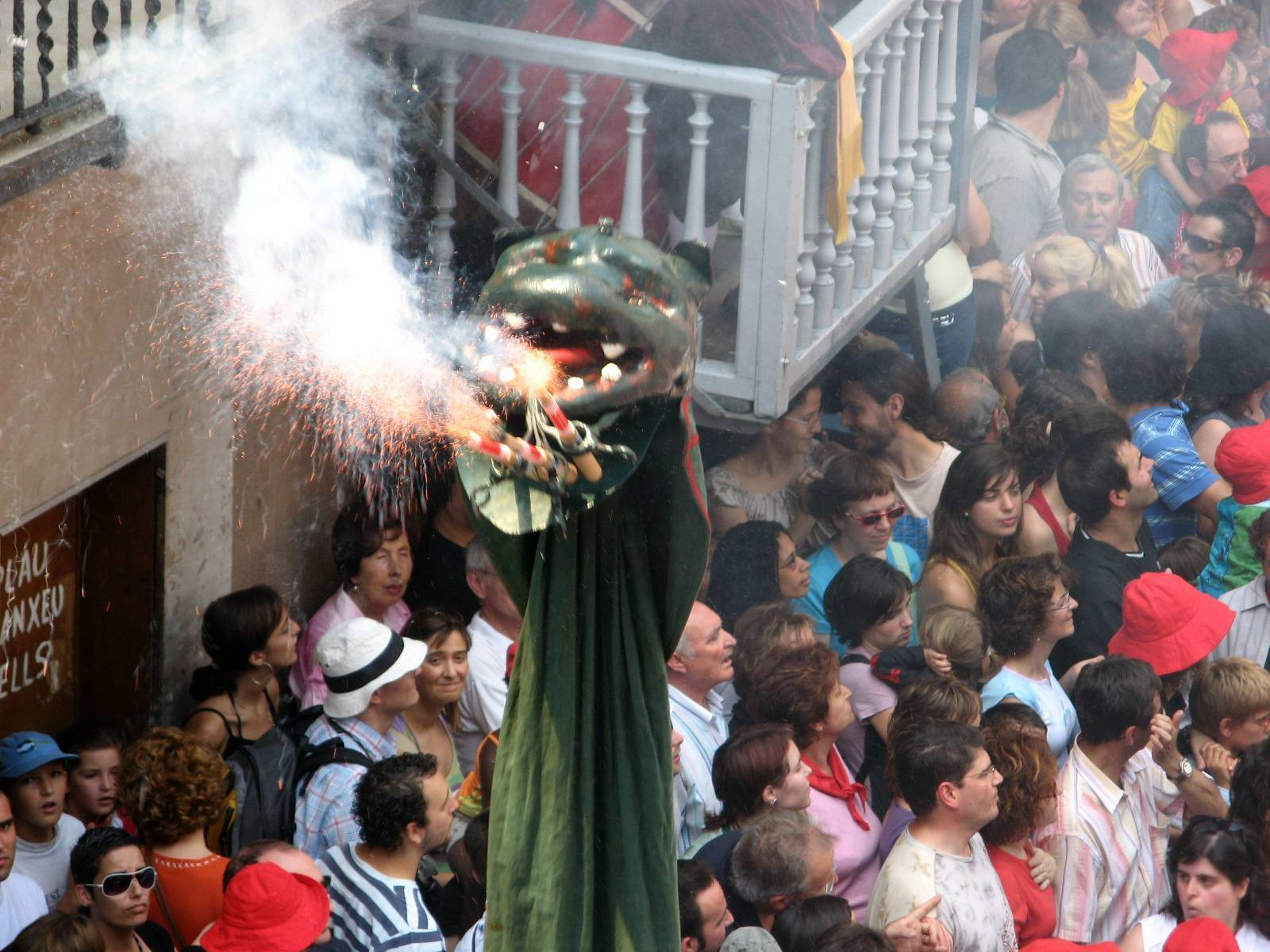
Guita Grossa

Les Guites són dues bèsties amb cos de mula, coll de girafa (en alguns documents berguedans de finals del segle xix surt citada com a tal) i un cap semblant al d'un drac. A la Patum actuen dues Guites, la Grossa i la Xica (o la Boja), que persegueixen, amb tres fuets encesos a la boca, el públic que participa en la festa. Un grup de persones es carreguen les Guites a les espatlles mentre una persona, al davant, fa de guia i una altra, a l'interior, aguanta el cap al capdamunt d'un coll que, en el cas de la Guita Grossa, arriba a superar els quatre metres d'alçada. Originàriament tan sols hi havia la guita Grossa, la boja fou incorporada a la festa el 1890.
L'estructura de les Guites és molt simple. El cos, que té forma de vaixell invertit, està construït amb cèrcols de fusta. El coll és una simple barra de ferro, d'uns quatre metres la de la Guita Grossa i d'uns dos la de la Guita Xica.
El cap és, sens dubte, l'element que presenta més interès. El de la Guita Xica és fet de guix, roba i altres elements, i és anterior al 1890. El de la Guita Grossa, en canvi, és una veritable obra d'art. Amb clares influències gòtiques (sembla una gàrgola d'aquest estil), podria datar-se a finals del segle xiv i ha actuat ininterrompudament d'ençà del 1626 com a mínim. És una testa grossa i pesada (més de vint quilos), construïda amb materials diversos, que presenta la particularitat de moure els ulls quan el portador mou la barra.

### L'Àliga

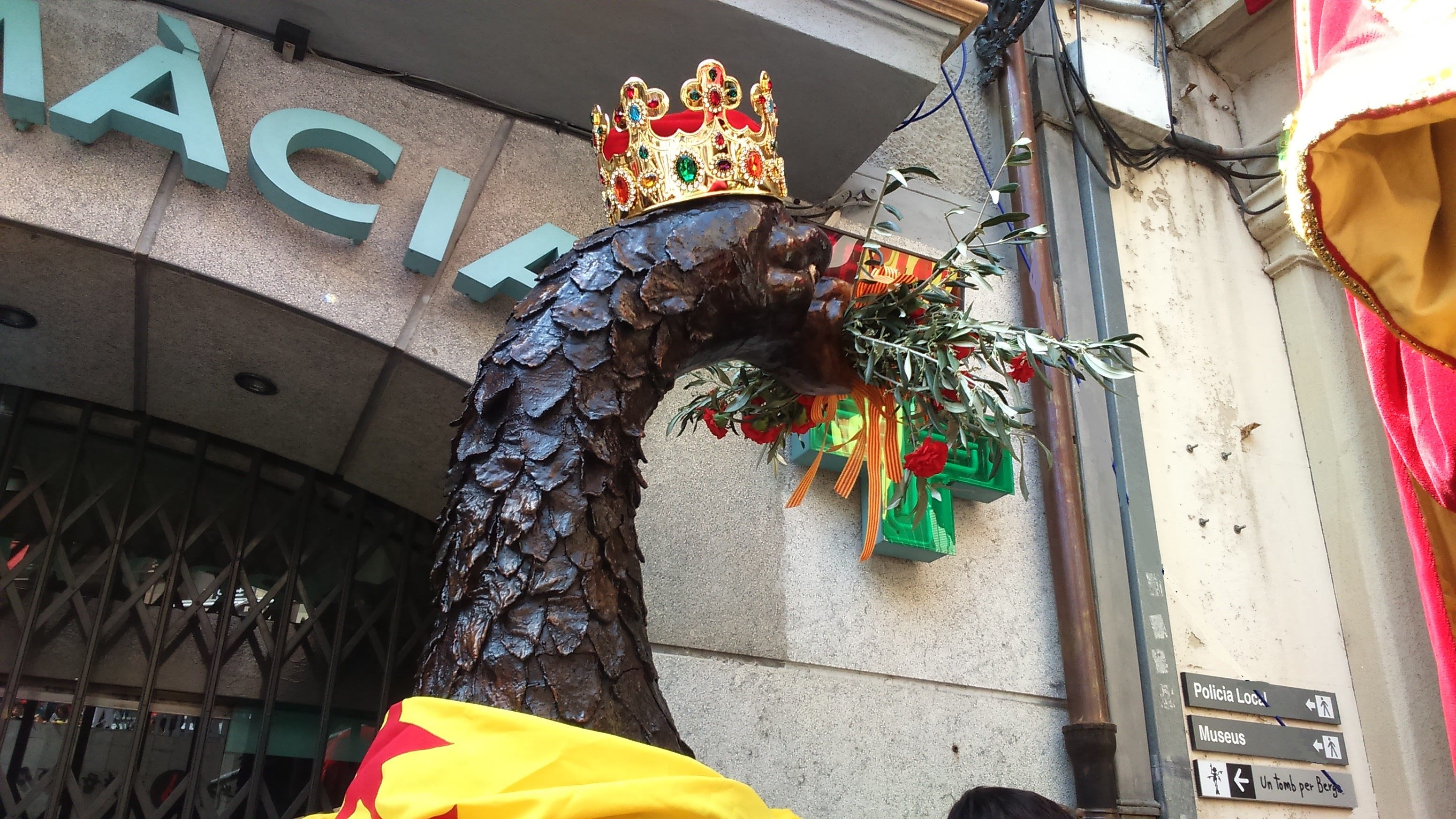
Cap de L'àliga

L'Àliga de la Patum és una bèstia, de cartó pedra i fusta, que representa un ocell d'aquesta espècie; de grans dimensions, amb el cap cenyit per una corona comtal, amb les ales plegades i el bec obert. En el bec porta branques de llorer, olivera i clavells. Aquesta figura executa el ball amb més valor coreogràfic i musical de tota la Patum. Data del 1756 i fou construïda pel fuster local Ramon Roca.
L'Àliga simbolitza el poder, la dignitat, la pau i la justícia, motiu pel qual antigament ocupava una posició preeminent i gaudia d'un seguit de privilegis impensables en els altres entremesos. Li era permès de ballar al presbiteri de l'església i, moltes vegades, figurava a la Processó immediatament davant la custòdia.
El cos de l'Àliga és com un trencaclosques, amb llistons de fusta de diversos gruixos i mides disposats de tal manera que en conformen l'estructura o esquelet. A sobre, capes de roba de sac i guix li acaben de donar forma i petites peces d'aquesta roba convenientment enguixada li formen les escates. Es tracta d'una peça construïda amb la tècnica i l'estil típics de la seva època (1756) i actualment és l'Àliga més antiga que es conserva a Catalunya.

### Nans Vells

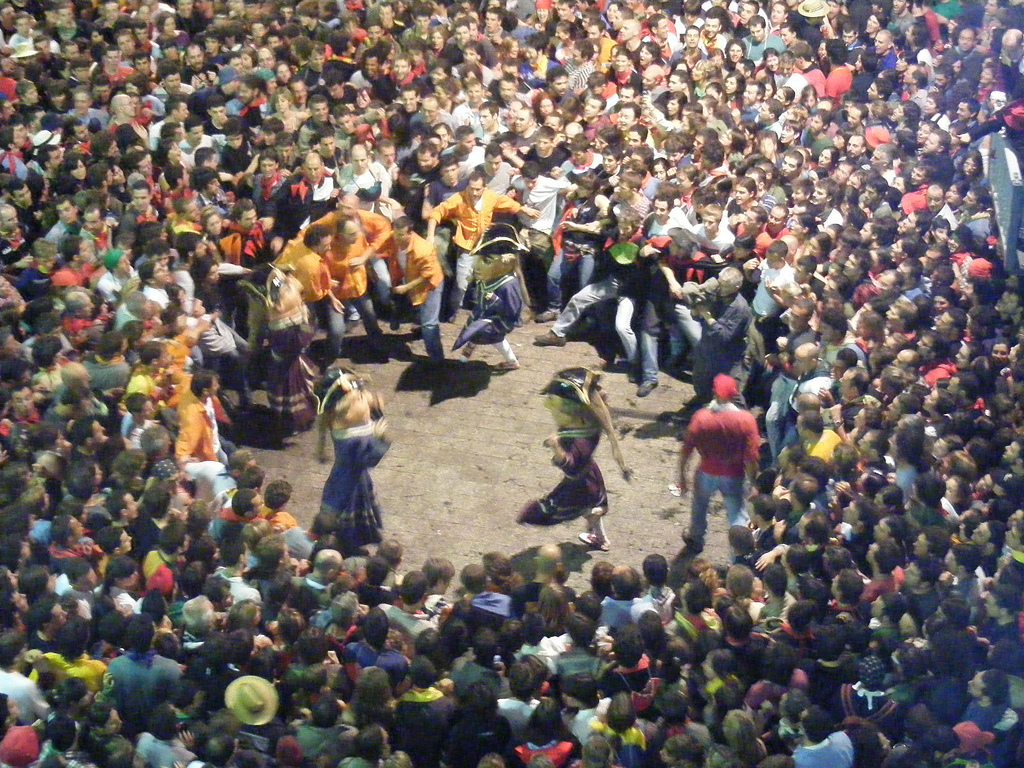
Nans Vells

Els Nans Vells són quatre capgrossos relativament semblants entre ells. Tots quatre representen homes, porten barret de tres puntes i llargues perruques recollides al darrere amb un llaç, segons el costum de l'època, van abillats amb bates blaves i vermelles i ballen tocant les castanyoles.
Els Nans Vells arribaren a Berga l'any 1853, com a donació de Ferran Moragues i Ubach, polític berguedà. Tenen una estructura de cartró polida amb una capa de guix.
Els Nans Vells participaren de manera continuada en la Patum fins al 1881. El seu mal estat i la situació precària de les arques municipals, però, provocaren que deixessin d'actuar durant uns quants anys. Sortosament, però, l'Ajuntament de l'època va tenir el gran encert de no desfer-se dels Nans Vells, i el 1892, després d'una dècada sense actuar, va decidir de restaurar-los i retornar-los a la representació.
Els nans vells no són de l'època en què s’estatuí la Patum. Antigament, en el seu lloc, es dansava el ball de bastons, que significava l’alegria del poble berguedà en veure’s alliberat dels seus enemics, els musulmans.

### Gegants

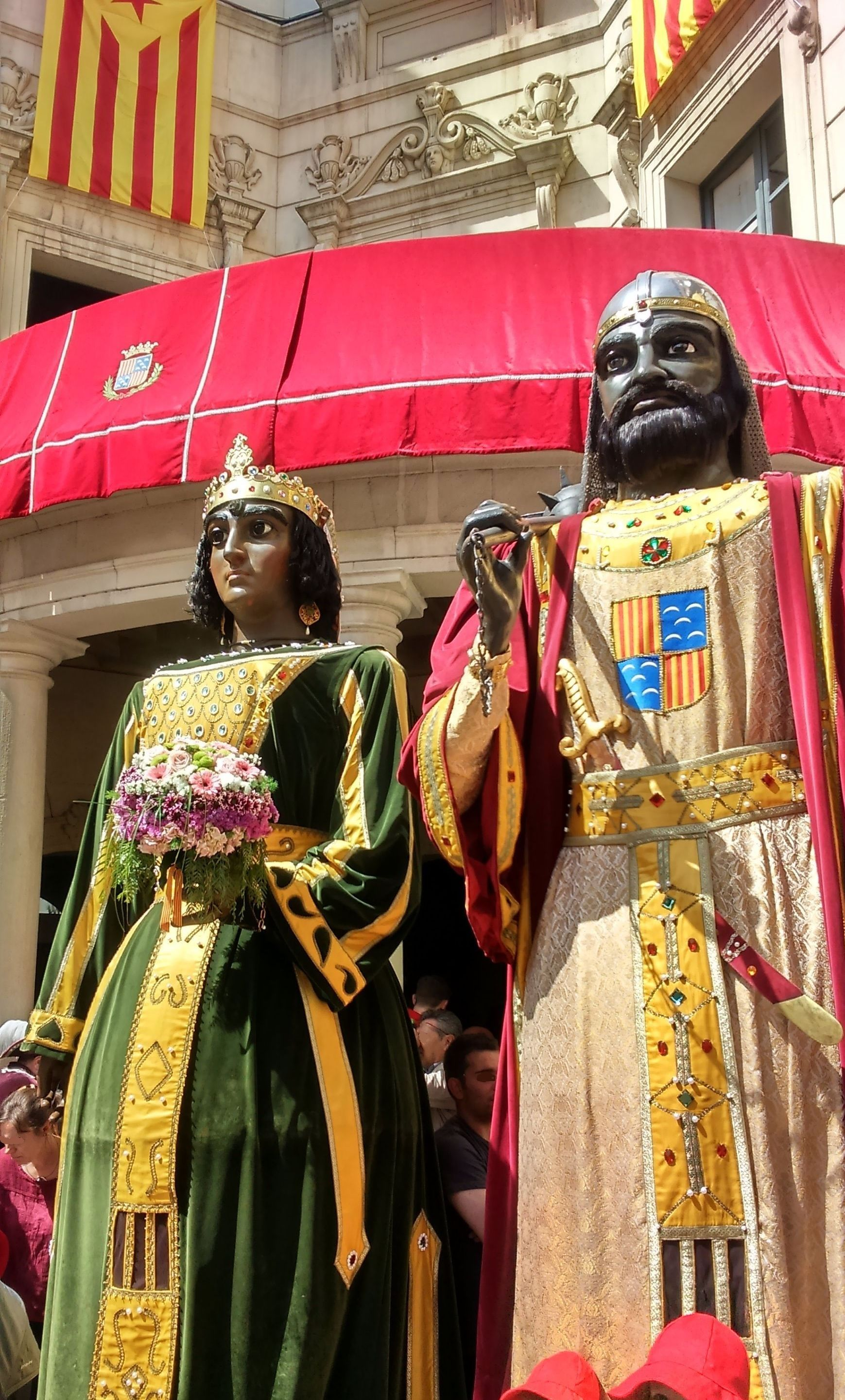
Gegants nous

Els Gegants que participen en la Patum són dues parelles; coneguts popularment com els Nous i els Vells. Es tracta de quatre figures de quatre metres d'alçada i cent quilos de pes cada una, que van vestits de sarraïns i que executen una airosa dansa a temps de vals. La primera referència es remunta a l'any 1472. Després d'aquest element precursor dels Gegants a Berga, la següent notícia documental que cita explícitament un gegant data de l'any 1695, tot i que l'aparició dels Gegants de cartó pedra a la Patum ha de ser un xic anterior, entre els anys 1662 i 1694, període del qual no s'ha conservat la documentació municipal. L'any 1704, aquests gegants patiren una reparació important (canvi de vestits, restauració dels cossos i els braços del gegant, pintura de les mans i les cares, etc.), cosa que corrobora que no podien tenir només nou anys. Aquests gegants es conservaren fins a l'any 1867, quan foren retirats a causa del seu mal estat i de l'enorme pes que tenien.
L'any anterior, el 1866, s'incorporaren a la Patum els actuals Gegants Vells. Malgrat que actualment van vestits de nobles sarraïns, en estrenar-se no hi anaven pas: els vestits sarraïns s'incorporaren l'any 1876. L'any 1891, l'Ajuntament va decidir ampliar la comparsa amb els actuals Gegants Nous, figures adquirides a la casa La Perfección de Barcelona i que al llarg dels anys han obtingut diversos guardons per la seva bellesa.
Els cossos del Gegants són fets amb llistons de fusta recoberts de roba encolada i guix, cosa que els atorga una resistència extraordinària. Les mans i les cares són de cartró gruixut recobert d'una fina capa de guix. El cavallet on es posa el geganter és de ferro.
L'any 2024 es van presentar els nous vestits dels Gegants. Aquests van ser confeccionats pel modista berguedà Jordi Rafart.

### Nans Nous

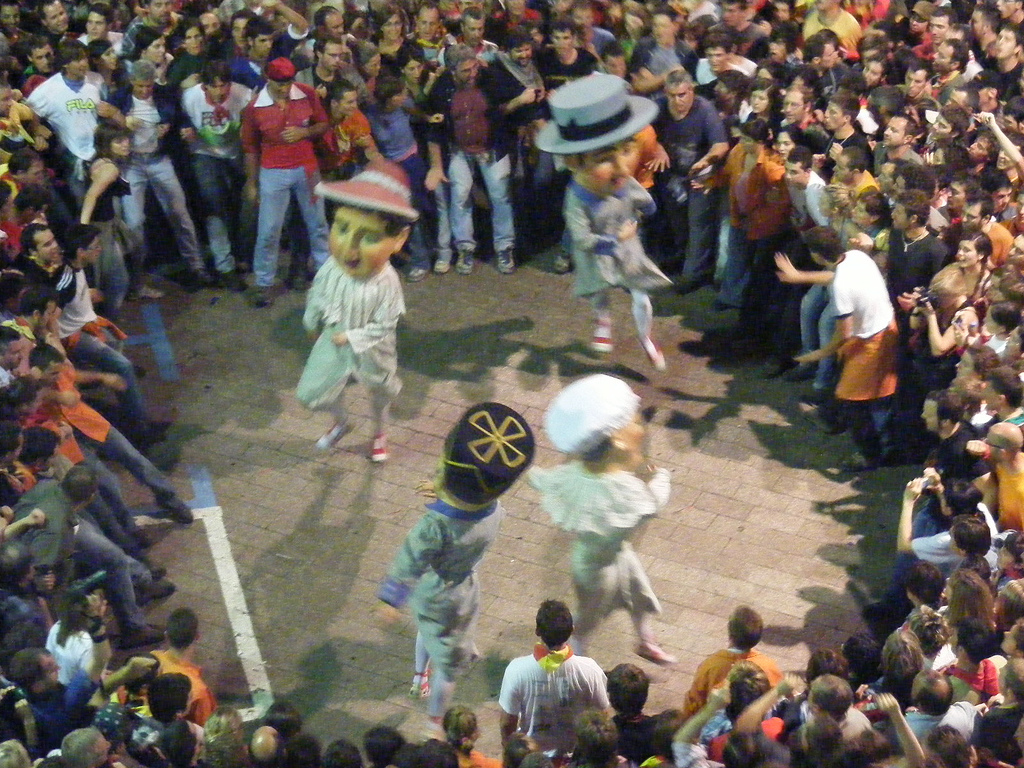
Nans Nous

Els Nans Nous són quatre figures diferents que representen dues parelles, una de jove i l'altra de vella, que ballen als acords d'una airosa i juganera melodia que és, possiblement, la més popular i divulgada de les músiques de la Patum. Són la darrera comparsa introduïda a la Patum. El 1890 l'Ajuntament de Berga els adquirí per substituir els Nans Vells que es trobaven en molt mal estat. A diferència dels Nans Vells aquests són de cartó pedra. A partir del 1892 les dues colles de Nans berguedans actuaren conjuntament a la Patum fins al 1907. L'any següent, els Nans Nous foren arraconats a causa del seu mal estat de conservació i deixaren d'actuar durant una dècada. El 1919, per voluntat popular, es tornaren a reincorporar a la representació.
Els balls de nans simbolitzen el poble gaudint de la pau i prosperitat sota la protecció dels seus reis, representats per l'àliga i els gegants. La presència dels nans en la mitologia sembla respondre a la necessitat d'incorporar a la tradició els personatges populars, la gent del poble,pel fet que els estaments nobles ja tenien la seva representació en els gegants.

### Plens

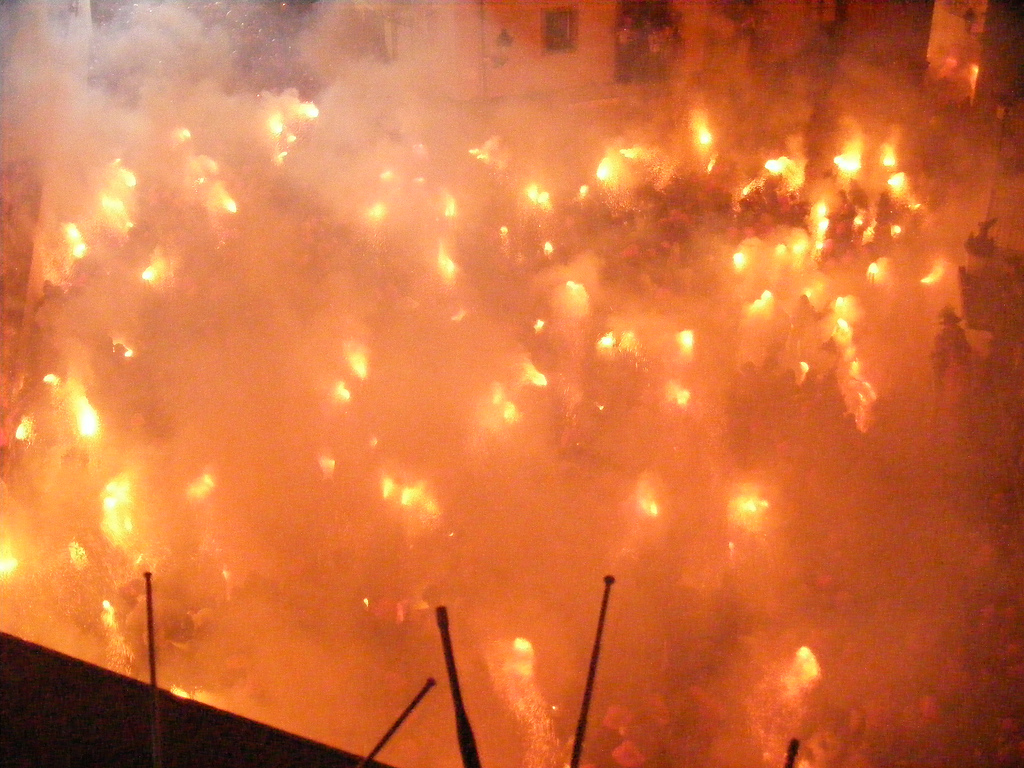
Salt de Plens de la Patum 2009

Els plens són l'espectacle més gran de la Patum de Berga. Els plens representen diables i porten nou petards (fuets) a sobre, sis repartits en dues banyes i tres més a la cua. Reben el seu nom al fet que van plens de foc.
Tot i representar diables, van vestits de color verd i vermell, porten una careta i van recoberts de vidalba. Estan documentats des de 1628 tot i que el seu origen no és clar. Anteriorment els plens evolucionaven al ritme del Tabal, però des de finals del segle xix salten al ritme d'una música enerdidora composta per Quim Serra. Actualment surten 400 plens a la plaça de Sant Pere, repartits en quatre salts diferents, dos el dijous de Corpus a la nit i igualment el diumenge després.
| «                                           | Són el moment culminant de la Patum, l'apoteosi de la festa. Els nostres passats, amb uns elements limitadíssims van saber crear un espectacle únic que avui no se'ns acudiria. És l'èxit de l'esperit, el miracle de creure en alguna cosa. | » |
| — Josep Armengou i Feliu, La Patum de Berga | |   |

| «                               | l'apoteosi de la festa […] un verdader galop infernal. | » |
| — Antoni Sansalvador i Castells |                                                        |   |

| «                       | Pel qui els veu,l'Infern; pel qui els fa, la glòria del Cel | » |
| — Agustí Ferrer i Gasol |                                                             |   |

L'altre quadre derivat del ball de diables. El nom de ple prové del fet que els diables van plens de foc. El salt de Plens només té lloc a la nit, al segon i quart salt de les comparses; S'apaguen els llums de la plaça i, saltant als acords d'una música, s'encenen els mil fuets que duen els cent Plens que participen en l'espectacle: la plaça de Sant Pere sembla convertir-se en un autèntic mar d'espurnes.
Les carotes o màscares dels Plens (iguals a les de les maces) s'elaboren sobre un motlle de fusta col·locant-hi retalls de roba encolada. Quan aquests són secs, la màscara adquireix una gran resistència que li permet suportar el tro dels fuets. Malgrat que la tècnica s'ha anat perfeccionant amb els anys per tal de fer-les més consistents, la seva forma continua essent l'original, mantinguda
amb tota seguretat des de finals del segle xiv.

### Els Tirabols
Els Tirabols és el nom donat a la dansa que es duu a terme al final de la Patum de Berga. El tirabol es representa ballant al ritme del tabal amb els Gegants i les Guites barrejats amb tot el públic de la plaça formant una comunitat sense cap barrera física ni social. Abans, el poble, esperava el Tirabol per esplaiar-se al mig de la Plaça, barrejat amb totes les comparses que evolucionaven plegades sense cap ordre. Quan els músics paraven de tocar, la multitud protestava i xiulava als crits de "Volem Patum, volem Patum" i això durava molt de temps. En temps més antics solia seguir un ball popular fins a altes hores. Hi ha quatre tirabols: el Tirabol pròpiament dit, que popularment se'n diu La Banya de Bou, el Vals-Jota, La Patumaire obra d'en Lluís Sellart i Espelt i El Patumaire.

## La música
En les músiques de la Patum s'observa la dualitat existent entre les peces tradicionals, melodies populars que s'han adaptat al llarg dels segles, i les peces exclusives de la Patum, així com l'ampli ventall cronològic que abasta des de peces amb clara ascendència medieval fins a composicions relativament modernes, passant per influències renaixentistes i barroques, de música popular i música culta.
Sens dubte, el principal compositor de la Patum fou Joaquim Serra i Farriols, conegut popularment com a Quim Serra, que va compondre les partitures dels Turcs i Cavallets (1888 o 1890), dels Plens (1888 o 1890) i dels Nans Nous (entre 1890 i 1900).
La de les Maces és la més moderna de les músiques de la Patum (1963) i és obra de Joan Trullàs i Vivó, essent només interpretada a la Patum de lluïment, ja que, a la Patum Completa, les Maces continuen saltant al so i el ritme que els marca el Tabal, tal com havien fet d'ençà del seu origen.
També és el Tabal l'únic instrument que acompanya les Guites en els seus salts, essent Les Guites l'única comparsa de la Patum que no disposa de música. Hi ha una cita al llibre, La Patum, què és? que amb to irònic indica: "els patumaires actuen tots musicats, i a tu t’han deixat ben sola, només que al so del tabal; que amb les teves corredisses no pots seguir cap compàs."
Les melodies dels Nans Vells i dels Gegants tenen la mateixa forma musical, són intercanviables i s'utilitzen indistintament per a l'una i l'altra comparsa. La música dels Gegants i dels Nans vells es regeix per dues parts, la primera part per un airós temps de vals i la segona, per un rebatut, repetint el motiu predominant en la peça a dos per quatre, un pasdoble que diríem.
Les composicions del Tirabol conegudes amb el nom de La banya de bou i Ella s'ho pensa són peces musicals amb arrels al Pallars Sobirà i amb una influència occitana molt marcada. Els altres tres Tirabols responen a les modes del moment, i així s'hi incorporaren un pasdoble i dos valsos jotes, un dels quals fou compost pel berguedà Lluís Sellart i Espelt.
L'àliga té la melodia més monumental, distingida i acurada de les que hom pot escoltar a la Patum. Musicalment, el ball de l'Àliga es presenta dividida en dues parts: una primera més reposada i solemne i una segona caracteritzada per un ritme més ràpid. S'ha arribat a definir aquesta peça “com una de les tres més genials de la música tradicional catalana”. Aquest ball, adornat durant el Renaixement, s'interpreta per a l'Àliga de Berga d'ençà del 1756, per bé que, amb tota seguretat, anteriorment era interpretat en altres celebracions. Ben segur que aquesta música es va transmetre, generació rere generació, de forma oral, i es considera que arribà fins a la ciutat de Berga provinent de Barcelona o d'alguna altra localitat catalana que disposava d'aquest distingit element d'imatgeria popular.
Els turcs i cavallets saltaren al so del tabal només, fins l’any 1888, en què el bon berguedà i excel·lent músic, en Joaquim Serra compongué la partitura amb la qual encara es dansen.
Un fet curiós és que, al finalitzar els tirabols de dijous i diumenge, els que encara no en tenen prou comencen a escridassar llargament els músics amb xiulets eixordadors i amb el crit unànime i persistent de "vagos!", essent una molèstia tradicional que ja entra al programa anual i els músics ja hi estan acostumats.
Alguns autors han arribat a considerar que, a la Patum actual, la música és com una comparsa més. Aquesta idea es basa en el fet que hom pugui fer Patum sols amb la música, sense necessitats de comparses o entremesos. No és però, fins a les darreries del segle xix, dins del procés de potenciació de la Patum, que es pot parlar d’un corpus musical important i ric per a la festa de la Patum, on Joaquim Serra i Farriols o altrament conegut com Quimserra, va compondre diverses músiques de la Patum on encara avui dia hi formen part. 
Tot i que a la majoria de melodies de la Patum no hi ha lletra, a les tonades de la Patum s'hi ha afegit text, ja que, l’any 1950 l’impressor berguedà Jaume Huch i Guixer va editar el llibret La Patum, qué és?, que es tracta d’un recull de textos i cants adaptats a la música dels seus ballets, els de la Patum. Anteriorment, Josep Ferrer havia posat lletra, d’un fort caient popular, a totes les tonades de la Patum, tot i que actualment només ha restat acció i prou.

### Orquestres
La primera evidència de música a la festivitat del Corpus a la ciutat de Berga va ser l’any 1621, on es van llogar quatre músics de “menestrils”, ja que aquell any va fallar un dels cinc músics “de guitarra”. S’ocupaven de posar música a l’ofici, a la processó de Corpus i a les completes de l’Octava. El 1622 s’hi tornà a afegir el cinquè músic “de guitarra” i el 1624 s’hi afegeix puntualment un sisè intèrpret.
Dos anys després, al 1626, hi va haver més diversitat que anys anteriors, on hi trobaríem els “músichs de menestrils” que eren els principals músics del moment pel que fa a la festivitat del Corpus, deidcant-se a la part religiosa, i per altra banda, creant una dualitat musical en aquestes festes, “els músichs de viola”, que participaven en actes que en aquella època eren considerats menors: balls, acompanyaments, etc.
Aquests “músichs de menestrils” van continuar tenint un paper preeminent ja que l’any 1653 s'hi troba un pagament als “músichs de menestrils del dia y Octava de Corpus”.
Pel que fa a la Patum, l’únic instrument musical i músic que hi prenien part fins al 1661, eren el Tabal i el tabaler.
No serà fins al 1695, que figuren 12 sous “per lo qui toca lo tamborino als Gegants”. Ens trobem, doncs, davant el primer músic patumaire. I és cert, que any rere any des del 1695, un músic que tocava el flabiol i el tamborí, acompanyava la parella nova de Gegants. Tot i així hi seguien havent els músics de corda i ministrils que ja hi formaven part antigament.
Més endavant, al 1742 es troba un pagament que diu: “als músichs de la vila de la Pobla de Lillet onze lliures, que són per son salari de haver tocat en esta Vila lo dia de la festa de Corpus Christi y lo dia del diumenge sobre Corpus”.
Al 1789, esdevé un pas enrere en la música de la Patum, ja que només figura una “caxa” (Tabal) i el flabiolaire desapareix, tot i que es segueixen trobant referències en la relació entre els Gegants i el flabiol i tamborí.
No és fins al 1826, que hi trobem un “Flaviol, tamborino y sach de jamechs”, agrupació que és anomenada mitja cobla.
Per primer cop, al 1846 es nomena un encarregat dels músics, Pau Grifell. Augmentaran significativament el nombre de músics, passant de dotze el 1851 a vint-i-tres l’any següent. Entre aquests nous músics es troba un intèrpret que esdevindrà una figura cabdal en la història de la música de la Patum: Joaquim Serra i Farriols o Quimserra. Simultaneament s’hi continua trobant l’agrupació de mitja cobla que acompanyaven als Gegants, mentre que el Tabal acompanava: els Turcs i Cavallets, diables i Guites. Hi ha la hipòtesi, que durant aquests anys el grup de músics que tocaven a les processons interpretaven també, el ball de l’Àliga.
La primera foto coneguda de la Patum, al 1868, s’observen un grup de nou o deu músics, que a banda del flabiol i tamborí i la gaita, també participaven en la Patum.
No és fins al 1880 que es té constància de què els mateixos músics participaven paral·lelament en la Patum i els actes religiosos. Cal dir que des de 1876 el músic de la gaita queda desaparegut en la Patum i es queda sol el flabiolaire en la funció d’acompanyament dels Gegants pels carrers.
A partir de la gran revolució musical de la Patum iniciada per Joaquim Serra i Farriols, és quan es començà a trobar les primeres bandes i formacions de cobla-orquestra. Aquestes ja interpreten la música dels turcs i cavallets, Nans nous i Plens, a més d'altres noves aportacions.
La primera formació musical que coneixem es troba l’any 1889 i és la Unión Bergadana, dirigida per Enric Font, que acabarà coneixent-se popularment com Els Saletes. La darrera esmentada, La Constància de Pau Aspachs i La Catalana d’Antonio Heras seran les orquestres encarregades de tocar la Patum fins al 1910. L’any següent, el 1911, fou l’any en que l’Ajuntament i les orquestres tinguessin discrepàncies al moment de repartir-se la feina de dimecres i dijous de Corpus.
Arrel d'aquestes discrepàncies, hi va haver un any de represàlia en què es llogà l’orquestra Los Bohemios, de Josep Safont.
Entre 1913 i 1936 van tocar la música de la Patum:
- La Berguedana de Pere Bellus
- Nova Harmonia o Unión Bergadana, de Jaume Sala, dirigida primer per Enric Font i més tard per Jaume Sala, eren coneguts popularment com Els Saletes. Recordem la dita berguedana: "Quan morin Els Saletes, La Patum a fer punyetes".
- La Queraltina d'Antoni Heras
- La banda Armonica de Lluís Sellart
- Joventut Berguedana de Just Lacau i Lira
- Los Bohemios de Josep Safont

De 1939 a 1970 van tocar la Patum els Saletes interrompudament.
El 1971 es van fusionar Els Saletes i la Principal de l'Alt Llobregat formant la Cobla Pirineu i van tocar tots els actes del 1971 a 1978.
De 1979 a l'actualitat la Cobla Pirineu, la Cobla Ciutat de Berga i la Banda de l'Escola Municipal de Música s'han anat repartint la feina.

### Cançons
En l'actualitat es toquen les següents cançons:
- Turcs i cavallets - Joaquim Serra i Farriols, Quimserra (1834-1906).
- Les maces - Joan Trullàs i Vivo (1921-2008)
- L'Àliga - Anònim
- Diversos balls de Nans Vells i Gegants (diversos autors: Anònims, Jaume Sala, Mn. Marià Miró o n'hi ha adaptades de cançons populars). Balls: Nans Vells 1, Nans Vells 2, Ballet Vell dels Gegants, Nans Vells Primitius, Ballet dels Gegants, El pobre pagès, Ballet d'Alp, La gaita gallega, Ballet de Gironella, Les nenes maques, Dansa de Falgars, La Torre Xica, L'espunyolet, Ballet de Déu, Corpus de 1927, Ball de Gegants núm. 2, Ball de Gegants popular, “If I should fall behind", la darrera va ser interpretada al 2016 per la celebració del 125è i 150è aniversari de la comparsa dels Gegants, original de Bruce Springsteen però arranjada i instrumentada per Sergi Cuenca.[24][25]
- Nans Nous - Joaquim Serra i Farriols, Quimserra (1834-1906)
- Els Plens - Joaquim Serra i Farriols, Quimserra (1834-1906)
- El Tirabol (popular)
- Vals Jota (popular)
- La Patumaire - Lluís Sellart i Espelt
- El Patumaire (pasdoble) - Anònim
- Himne de Berga - Jaume Biscarri
- El Gegant Vell - Jaume Sala
- Ella s'ho pensa - Popular
- Marxa de la Patum - JB Lambert
- L'Aligot - Manuel Saderra i Puigferrer

## Coreografia
Contràriament al que passa amb la música, el valor coreogràfic de la Patum és molt simple i, llevat del Ball de l'Àliga i el dels Nans Nous, més que de danses haurien de parlar d'una mena de salts dansats o danses escenificades. Aquesta simplicitat prové, sens dubte, del manteniment d'antics punts de dansa molt senzills i elementals emprats ja en èpoques pretèrites.
Així s'explica, per exemple, que els Turcs i Cavallets hagin conservat la forma tradicional de dansar fins i tot després d'afegir-hi la música, la incorporació d'aquesta va fer el ball més espectacular, més bonic i més alegre, però els seus balladors varen mantenir inalterable la forma de ballar de quan només el Tabal els marcava el ritme. Això mateix devia passar amb els Gegants i els Nans Vells. Encara que antigament fos un únic músic amb un flabiol i un tamborí el qui els acompanyava i que actualment ballin amb una banda de 25 o 30 músics, les seves evolucions coreogràfiques són les mateixes.
Per la seva banda, els Plens i la Guita estan mancats de coreografia. Els primers només es preocupen de saltar al ritme de la música i en el sentit contrari a les agulles del rellotge. I la Guita té com a única funció empaitar la gent, amb la qual cosa resulta impossible que mantingui cap mena de coreografia estable.
Les dues coreografies més evolucionades són la dels Nans Nous i la de l'Àliga. Aquestes dues comparses executen un ball més elaborat i coreogràficament més complicat que la resta; destaca sobretot el delicat punteig que realitza l'Àliga en la primera part del seu ball. Els Nans Nous són l'única comparsa en què podem parlar de moments coreogràfics distints dins d'un mateix ball. En la seva dansa es diferencien clarament tres passatges: l'inici, la creu i la cadena.
Es podria distingir també en què les comparses de la Patum salten o dansen, segons els casos, al so del Tabal o al ritme d’un ballet popular. D’aquí ve que, a la Patum es distingeix entre salts I danses o ballets. Un salt s’entén com a aquells números en què els personatges no estan subjectes a un moviment rítmic, com és el cas de la Guita, les Maces i els Plens. Antigament tots aquests salts evolucionaven exclusivament al so del Tabal.
Hi ha una cita del 1916 que descriu el salt de Plens, tot i no seguir un moviment rítmic marcat: "Coberts de fuets, tapats materialment pel foc, (…), ballen una dança esbojarrada, una farandola vertiginosa, un verdader galop infernal… (…), la música toca desaforada, (…), i la música bufa a reventar." Mentre que els Nans vells, es dona a entendre que ballaven diferent antigament, gràcies també a una cita del 1916 on es diu que ballaven compassos de sardana: "Després els Nans fent les delícies de la mainada amb el seu posat grotesc, amb la seva fesomía inverossímil… ballant compassos de sardana…"

## Escenificació
Les actuacions de les comparses de la Patum no consisteixen només en balls, sinó també en representacions mimades, escenificacions i representacions parateatrals, relacionades amb la funció original dels entremesos que participen en la Patum, essent més important la seva representació o escenificació que no el ball o la dansa concrets que puguin dur a terme. La seva actuació està més relacionada amb el món del teatre que no pas amb el de la dansa. És en aquest sentit que, a través del manteniment de determinats passos de dansa de la Patum, han arribat vius fins a nosaltres models d'escenificacions parateatrals medievals. La dansa, doncs, resta supeditada a la representació, fil conductor d'una narració iniciada al segle xiv i conservada fins a l'actualitat.

## Indumentària patumaire
- Roba vella
- Un bon calçat
- Un mocador
- Un barret
- Una camisa vella de cotó

## Beguda típica

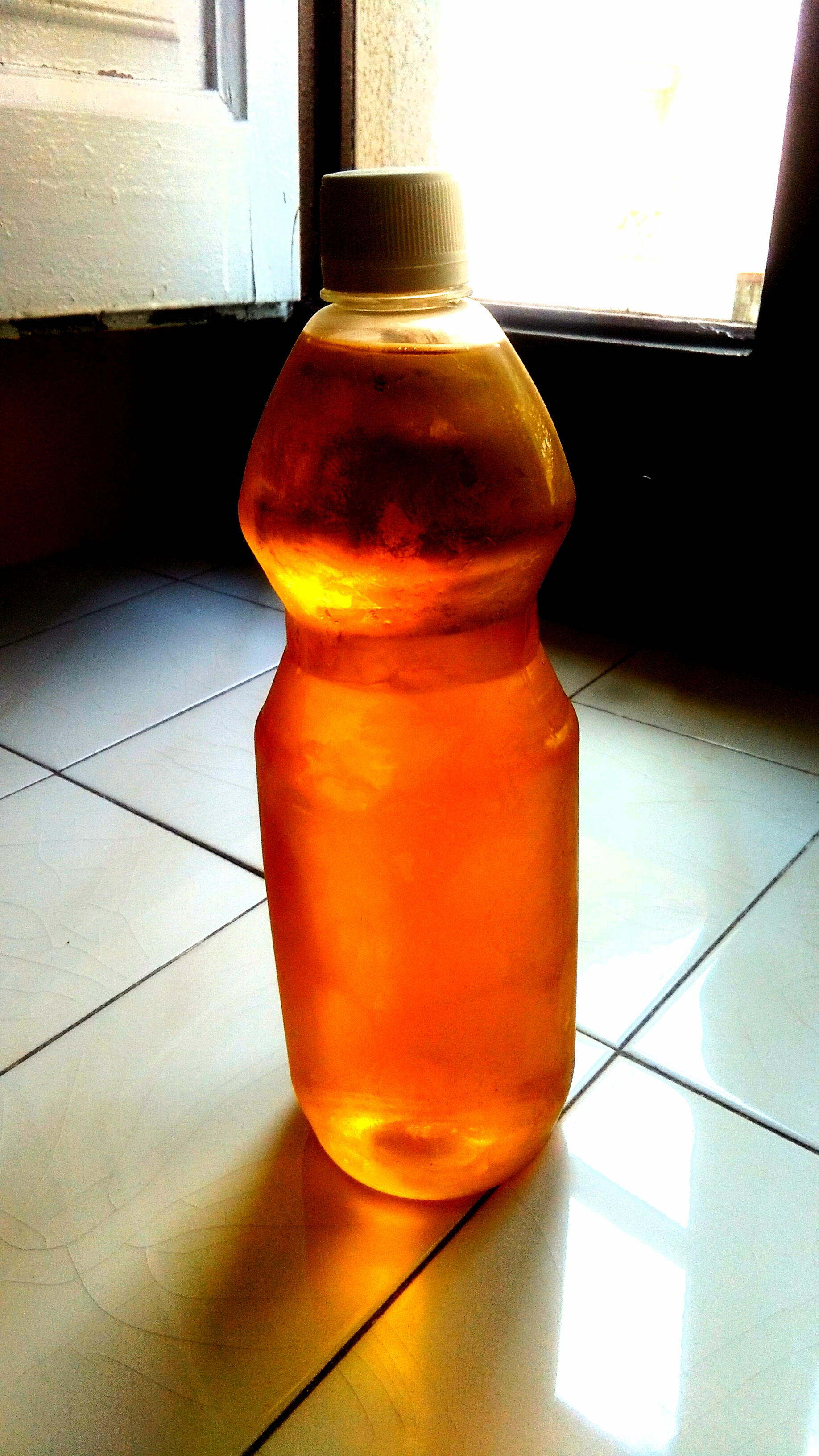
Ampolla de Barreja

La barreja i el mau-mau són les begudes típiques de la festa. La barreja és un dolç embafador a base d'anís i moscatell que per la seva alta graduació puja de seguida al cap. La proporció d'anís i moscatell varia en funció de l'elaborador i fins i tot hi ha qui hi afegeix vi, vermut, conyac o aiguardenta. Des de l'any 2010 es comercialitza una barreja considerada oficial. El mau-mau, en canvi, és una mescla de vermut negre i gasosa que tradicionalment se serveix fresca en un porró.

## La Patum en l'art delseglexx
La festa catalana va servir d'inspiració per a la música i la temàtica d'un ballet de la companyia dels Ballets de Montecarlo, Soirées de Barcelona, amb música del compositor català Robert Gerhard i guió del polític i escriptor Ventura Gassol l'any 1936. La música de l'obra de Gerhard està formada a partir de ritmes i melodies de la Patum i cançons de la tradició catalana.

## Actes relacionats
Cal remarcar que el conjunt de la festa inclou actes, molts d'ells no oficials, que en major o menor mesura han col·laborat a donar a conèixer la festa entre els propis berguedans i forans. A tall d'exemple cal destacar els següents:
- El Cap d'Any Patumaire
- El concert de la Patum - Memorial Ricard Cuadra, en memòria del músic Ricard Cuadra i Camprubí
- La patum dels pobres (també anomenada Patum dels borratxos)

«A finals del segle xx, el dijous i el diumenge de Corpus s'ha anat consolidant el costum de trobar-nos a les 5 de la matinada a la plaça Sant Pere per fer un altre cop la Patum: La Patum dels Pobres, la Patum de la melangia. Una Patum en què no hi ha cap comparseria, amb excepció dels músics, que cada cop són més... Només hi ha poble. Aquesta Patum ens porta cada any les llums del nou dia abans que la plaça quedi deserta...»

## Imatges de la Patum de Berga
Les Maces

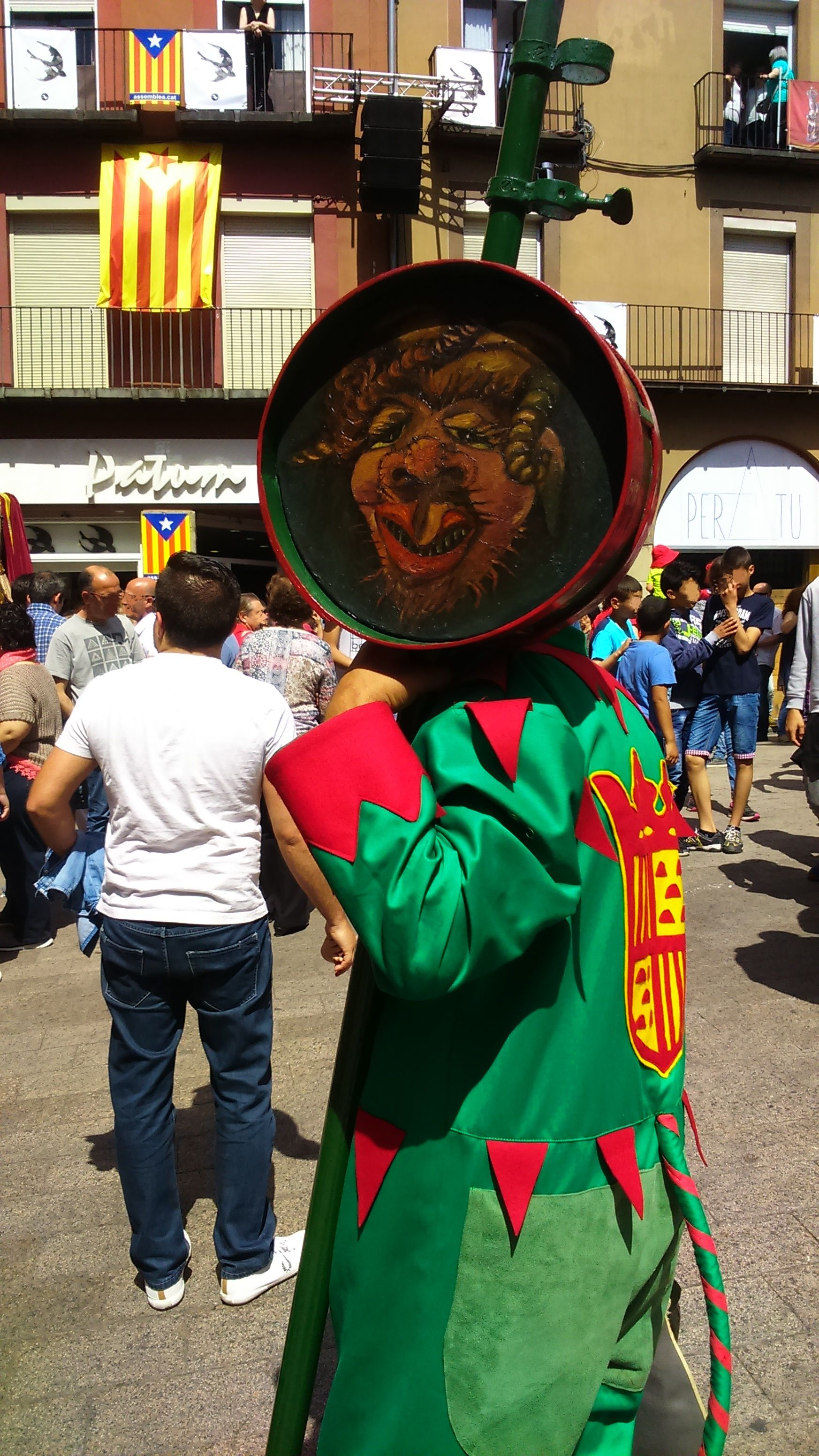
Maça de la patum
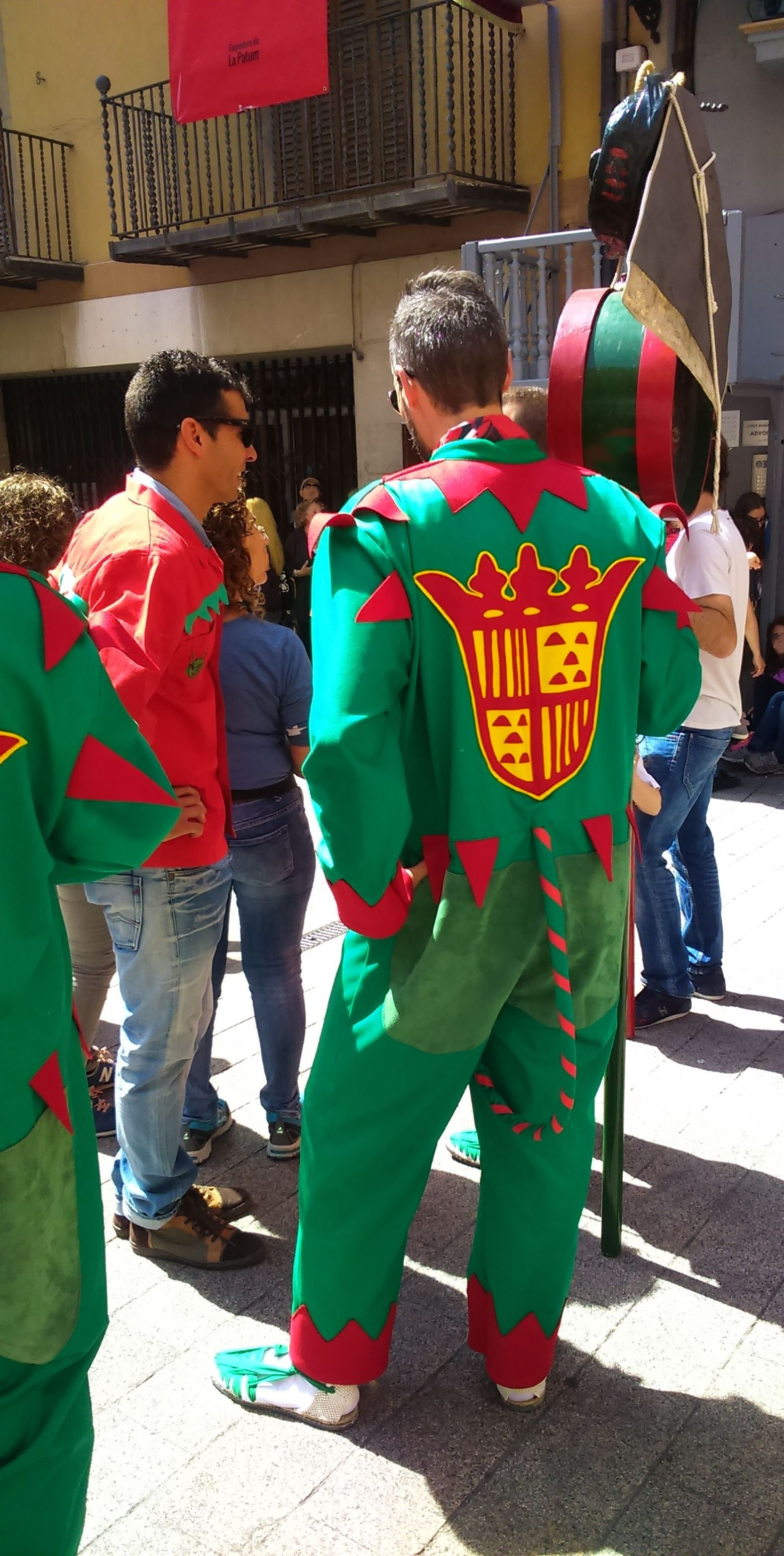
Detall del vestit de la comparsa de la Maça
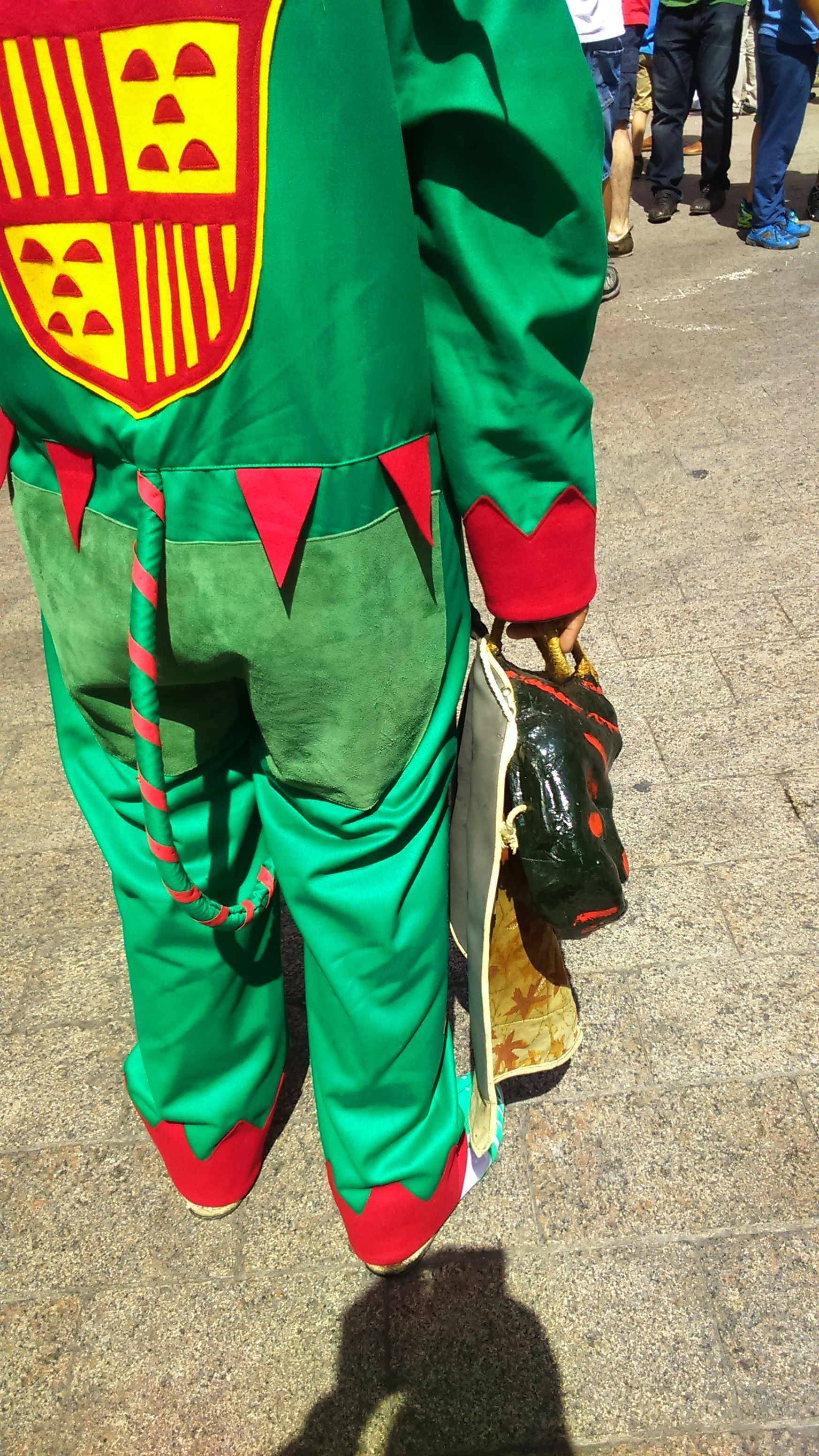
Detall del vestit de la comparsa de la Maça.

El Tabal

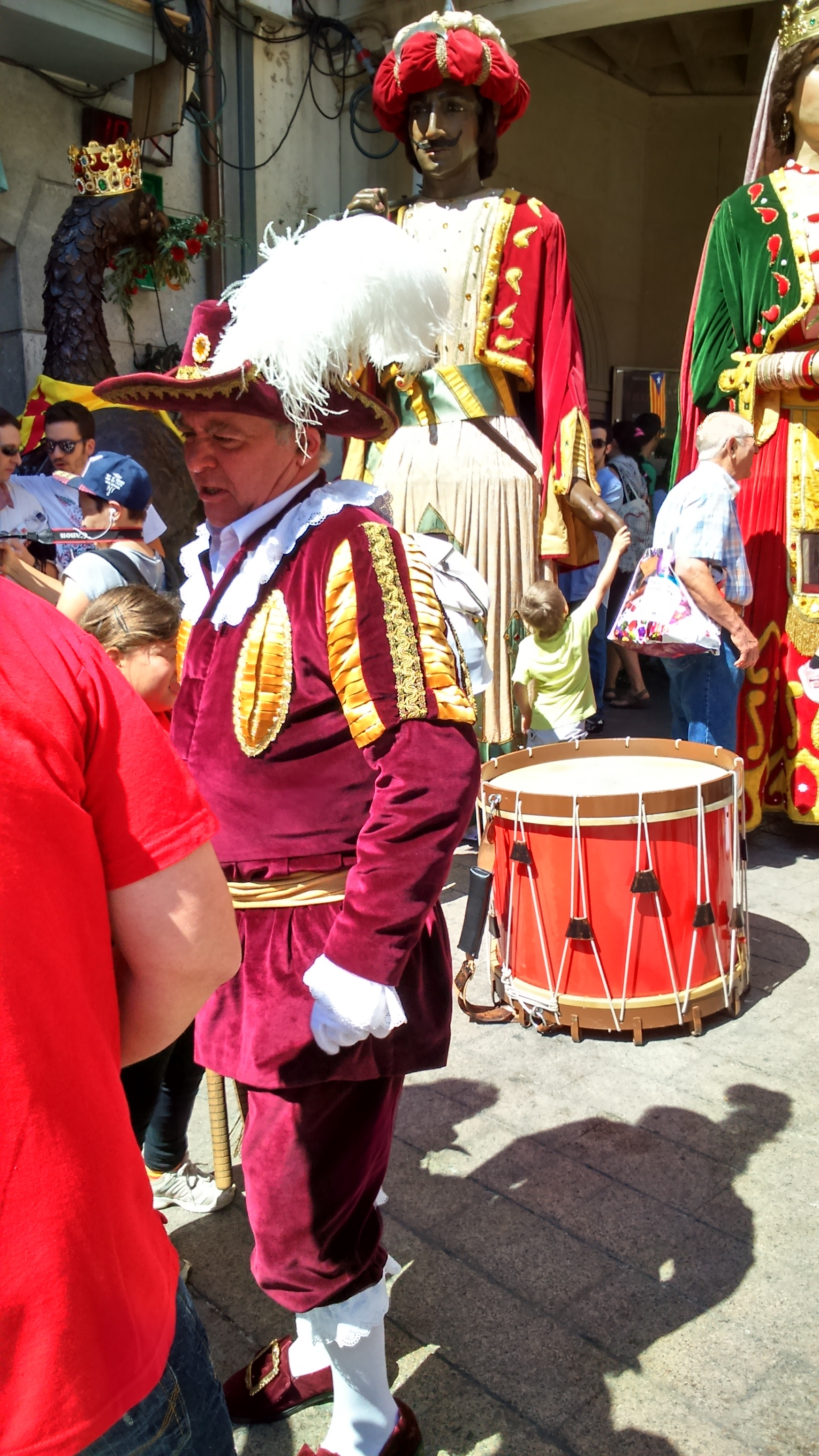
Tabal i Tabaler
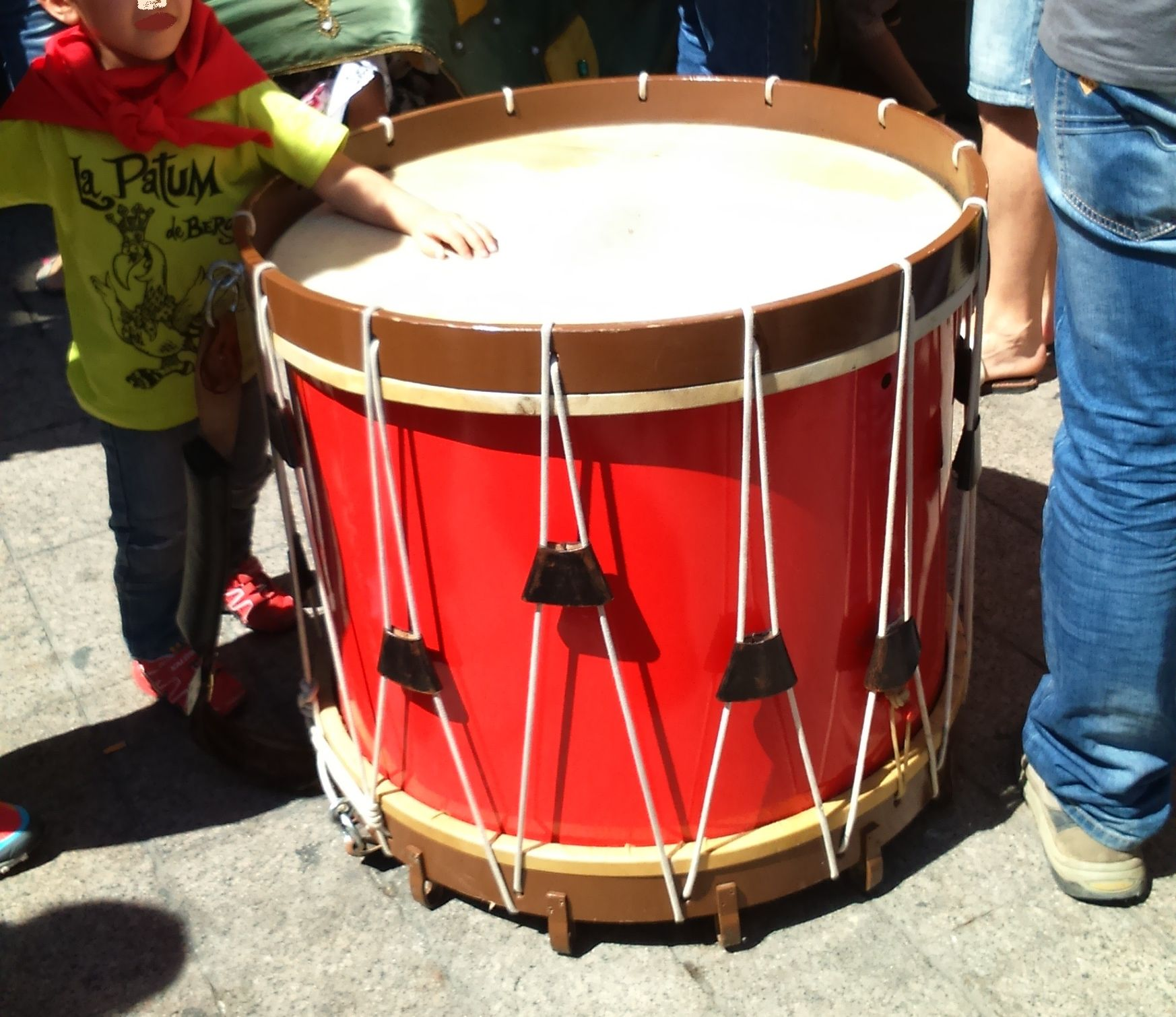
El Tabal

Els Gegants

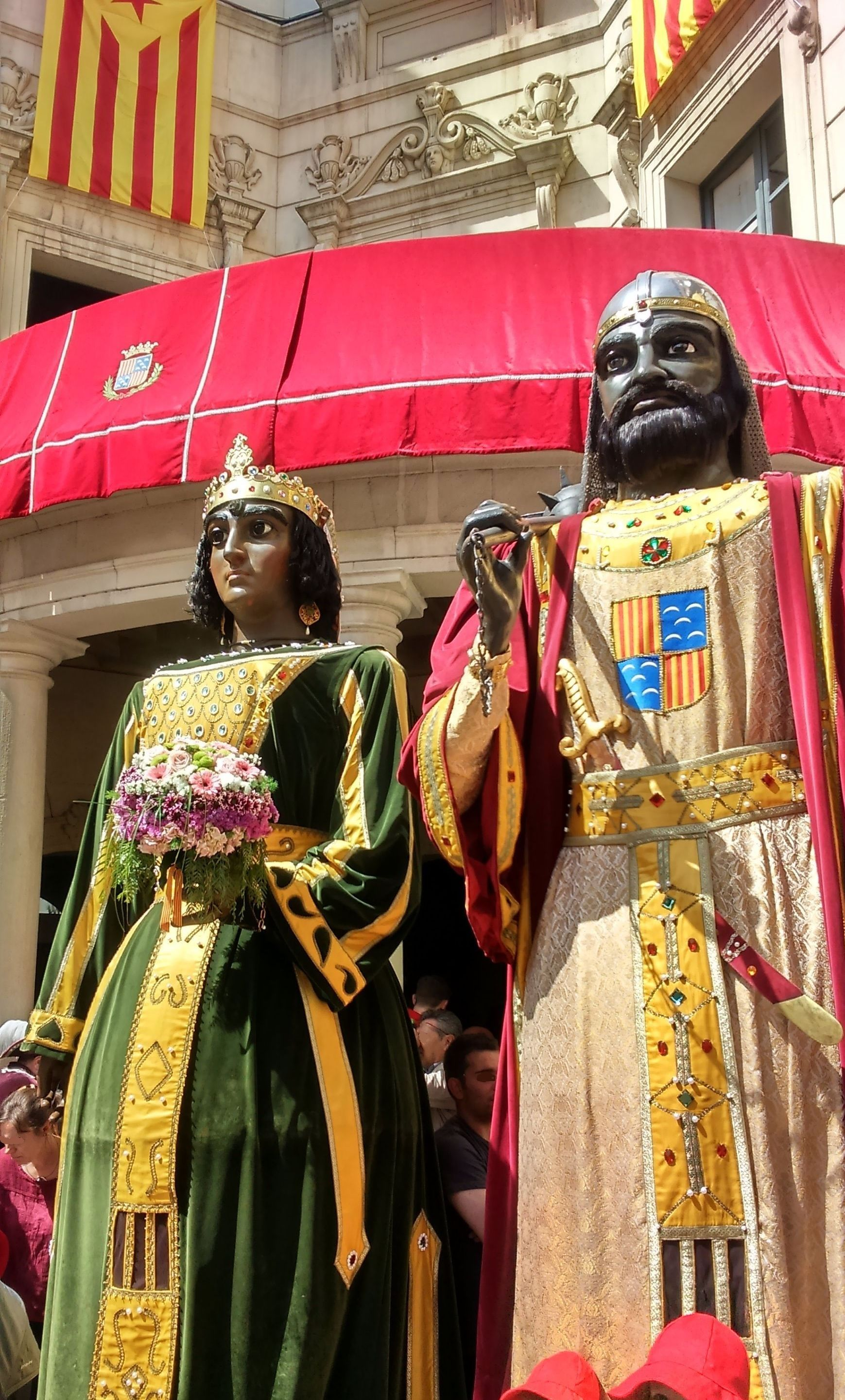
Gegants Nous de la patum
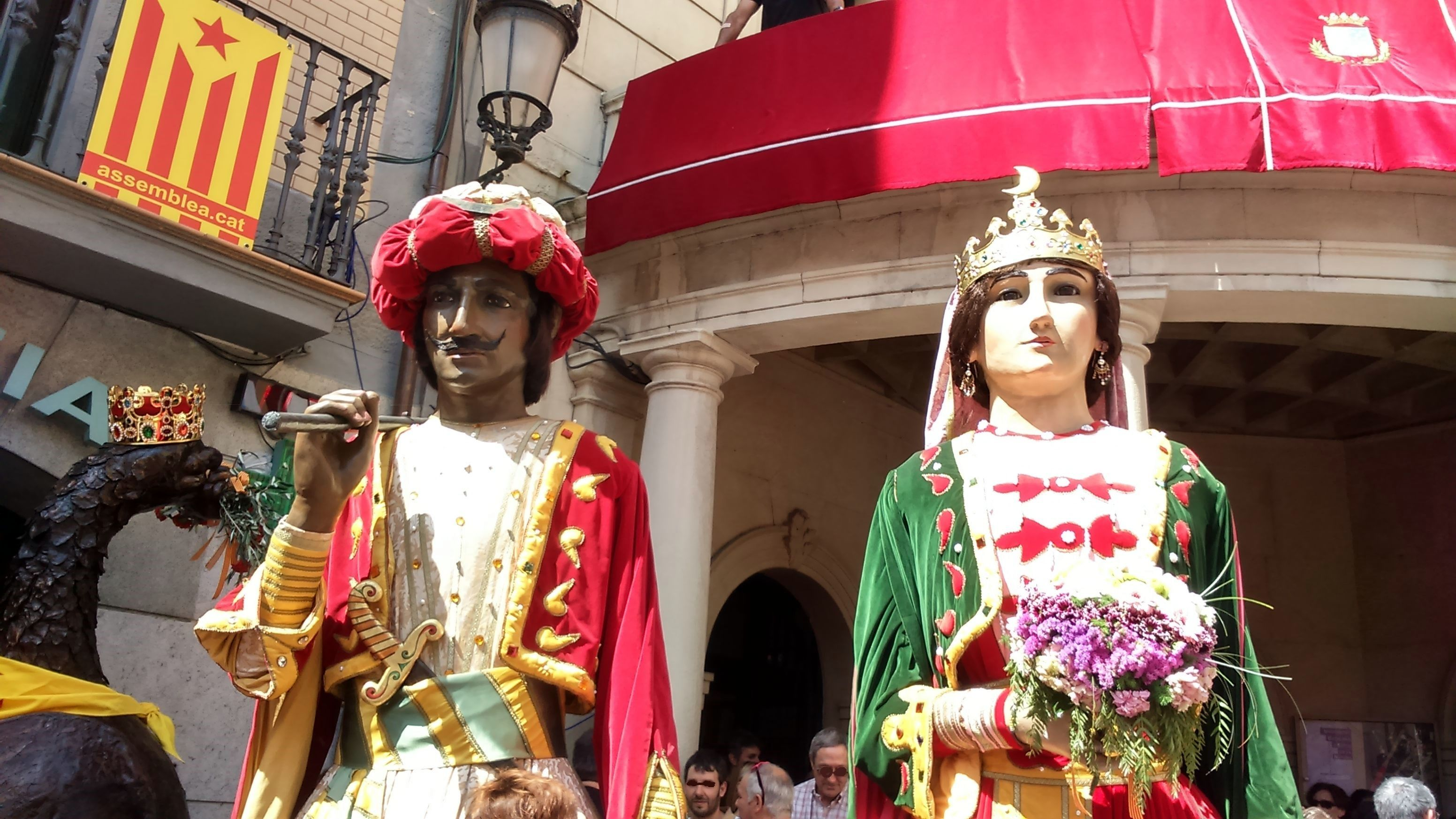
Gegants vells
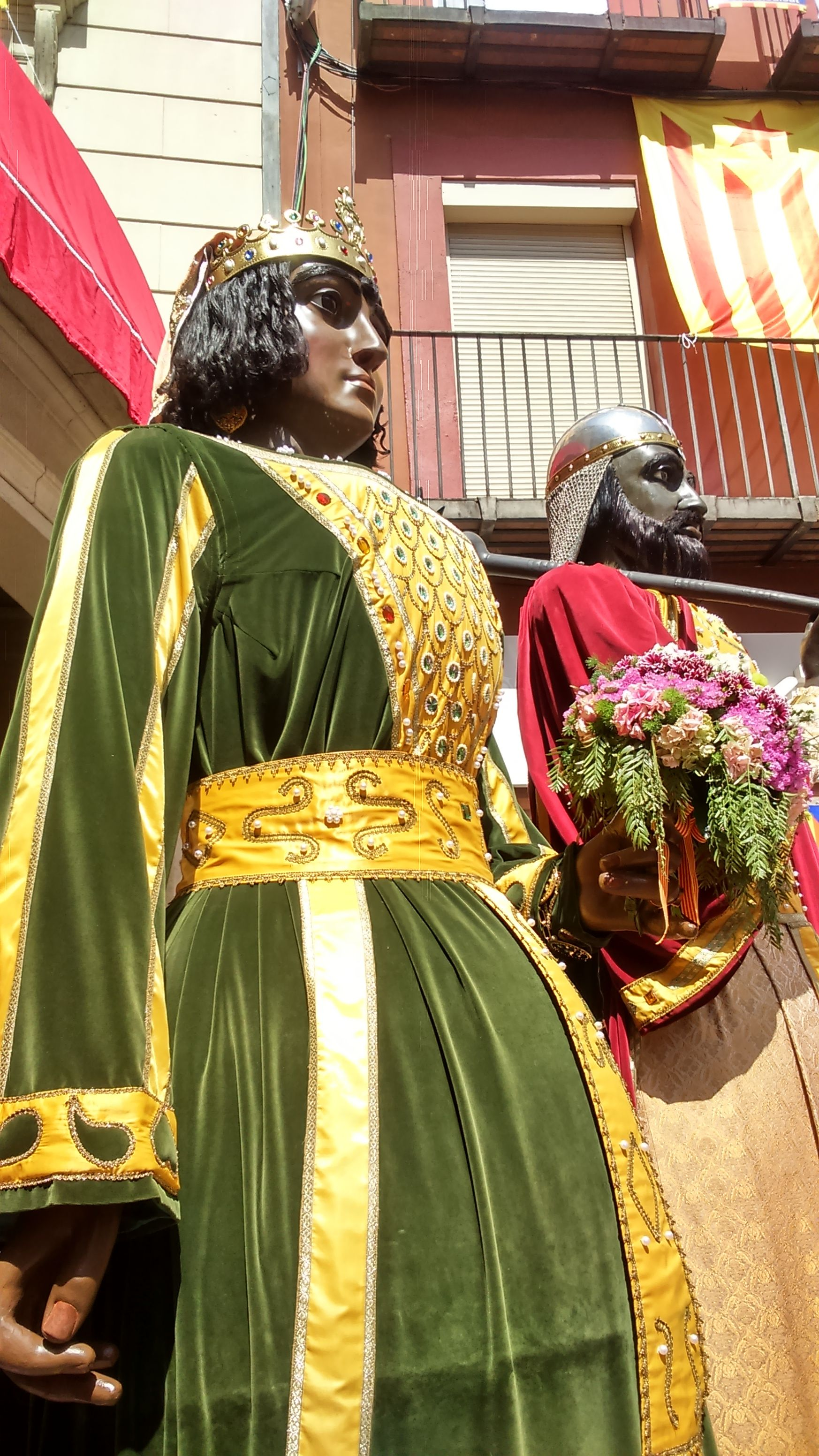
Geganta nova
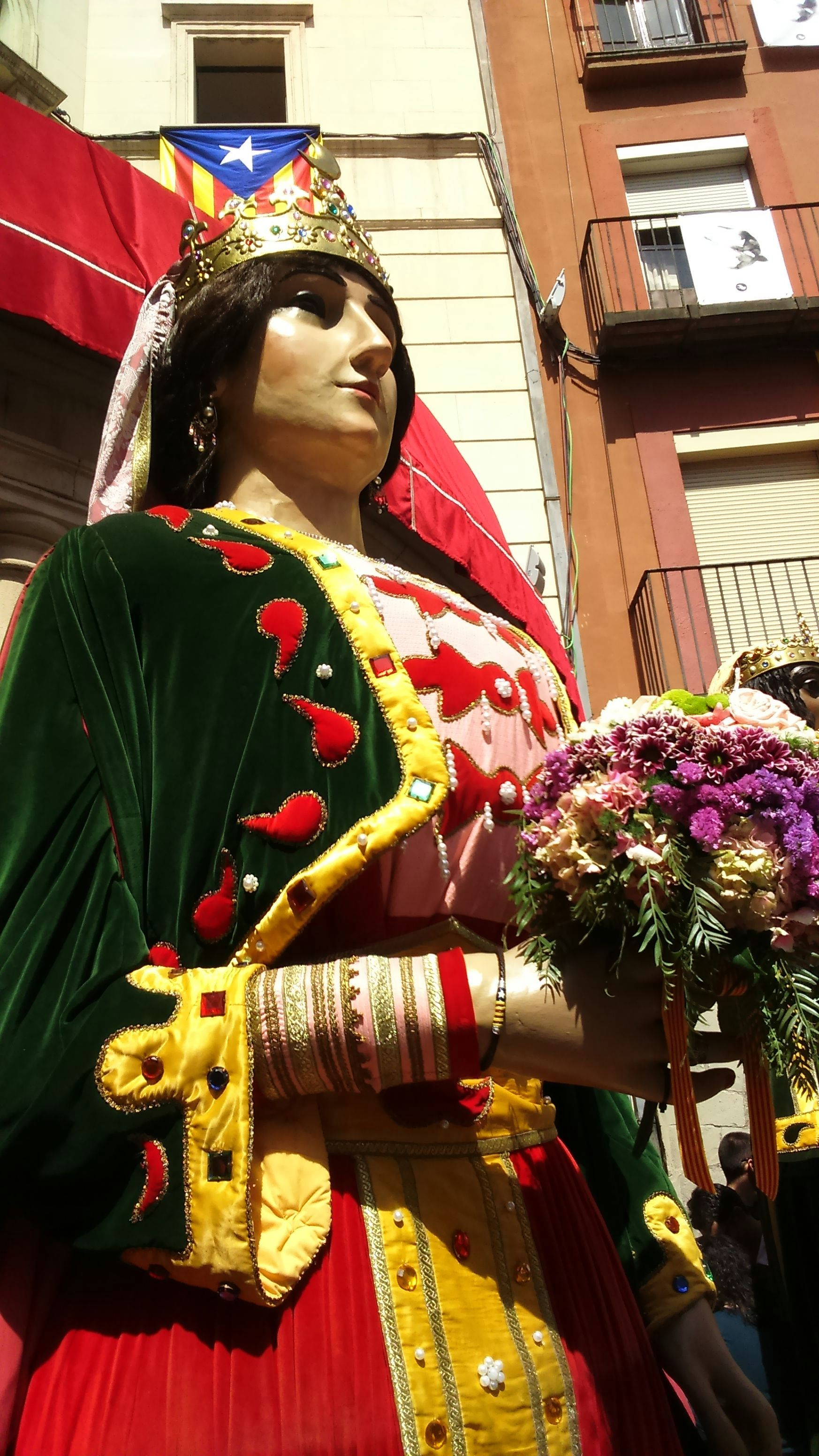
Geganta vella
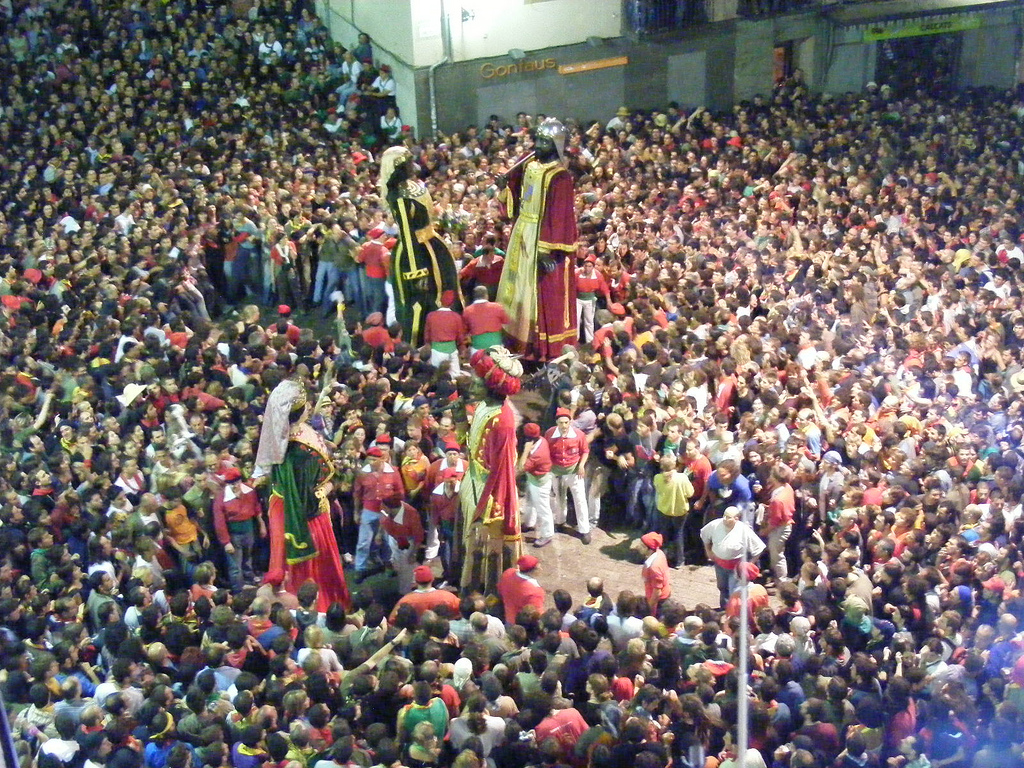
Ball dels Gegants
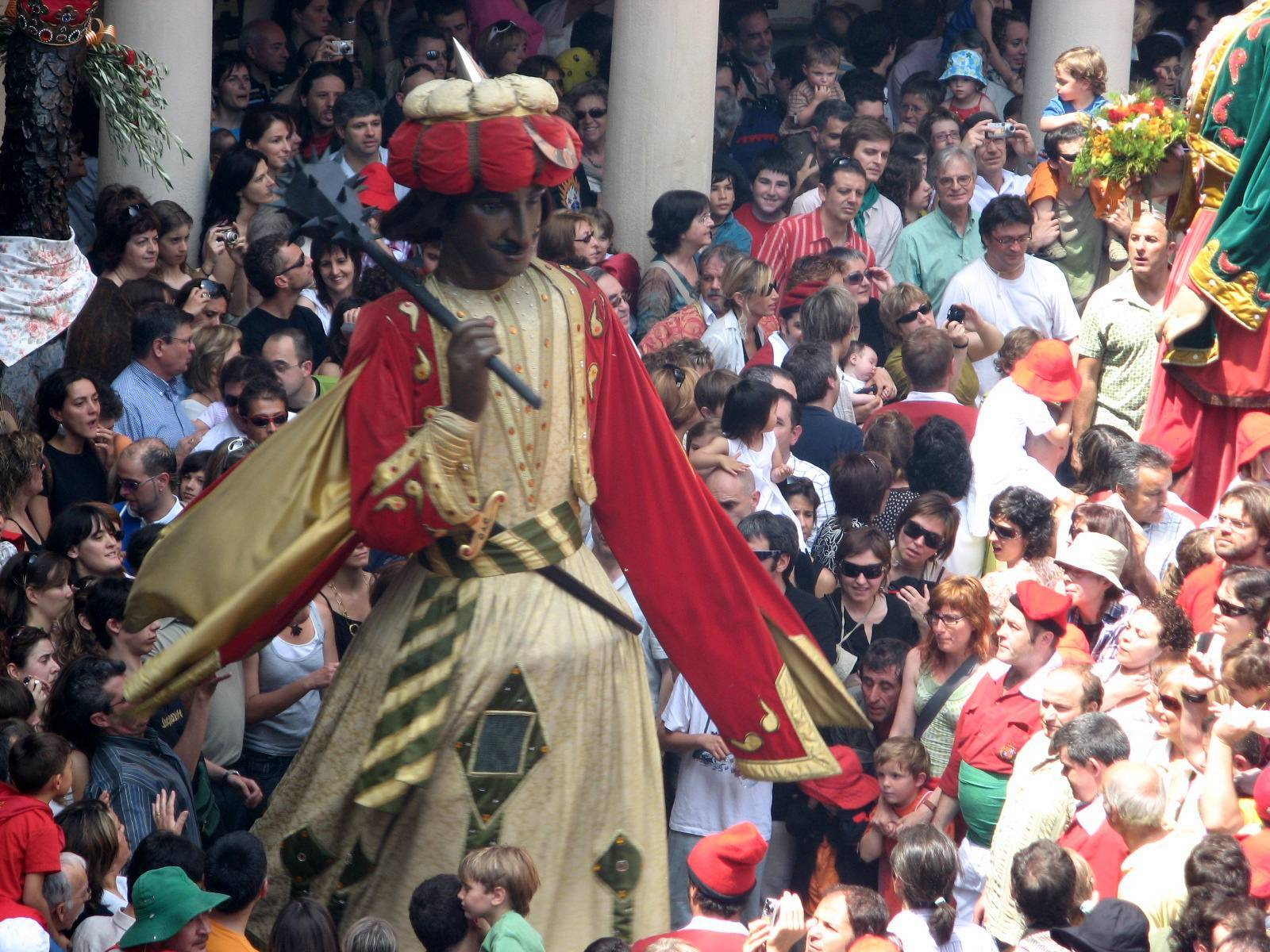
Gegant Ballant